# Elecciones parlamentarias de Eslovaquia de 2023
Las elecciones parlamentarias se celebraron en Eslovaquia el 30 de septiembre de 2023 de manera anticipada para elegir a los miembros del Consejo Nacional.
Las elecciones parlamentarias eslovacas de 2020 dieron como resultado un gobierno de coalición encabezado por el movimiento Gente Común y Personalidades Independientes (OĽaNO). Las elecciones anticipadas más recientes en Eslovaquia se celebraron en 2012. El 15 de diciembre de 2022, el gobierno eslovaco perdió un voto de censura, y la presidenta de Eslovaquia, Zuzana Čaputová, y la oposición exigieron elecciones anticipadas en 2023. Posteriormente, el Consejo Nacional enmendó la Constitución para poder celebrar elecciones anticipadas el 30 de septiembre de 2023.
El izquierdista y socialdemócrata Dirección-Socialdemocracia Eslovaca (SMER-SSD), liderado por el ex Primer Ministro Robert Fico, salió victorioso, obteniendo 42 escaños; sin embargo, no logró obtener los 76 escaños necesarios para obtener la mayoría. La liberal Eslovaquia Progresista (PS) quedó en segundo lugar con 32 escaños. Voz – Socialdemocracia (Hlas-SD) del ex primer ministro Peter Pellegrini, que se había escindido de SMER en 2020, quedó tercero con 27 escaños y se convirtió en el hacedor de reyes. Los ganadores de las elecciones anteriores, el conservador Gente Común y Personalidades Independientes (OĽaNO), que se presentó en coalición con otros partidos conservadores como OĽaNO y Amigos, obtuvieron 16 escaños, 49 menos que en las elecciones de 2020 sumando su alianza con Para el Pueblo (ZĽ). El Movimiento Demócrata Cristiano (KDH) terminó quinto, con 12 escaños, mientras que el liberal clásico Libertad y Solidaridad (SAKSA) terminó sexto con 11 escaños y el ultranacionalista Partido Nacional Eslovaco (SNS) fue el último partido en llegar al parlamento con 10 escaños, luego de tres años fuera del Consejo Nacional.
Como ningún partido o alianza alcanzó los 76 escaños necesarios para obtener una mayoría, será necesario un gobierno de coalición. Los analistas predijeron que el resultado más probable sería un gobierno entre Smer-SD, Hlas-SD y SNS, ya que el líder de Hlas-SD, Pellegrini, había declarado que su partido y Smer-SD están 'más cerca' tanto 'política como ideológicamente'.

## Trasfondo
Las prolongadas disputas entre Igor Matovič miembro de Gente Común y Personalidades Independientes (OĽaNO) y el partido de la coalición de gobierno Libertad y Solidaridad (SaS) culminaron con una moción de censura al gobierno de Eduard Heger también parte de OĽaNO el 15 de diciembre de 2022, cuando 78 de los 102 diputados presentes votaron a favor de una moción de censura contra el gobierno.
Posteriormente, la presidenta de la República Eslovaca, Zuzana Čaputová, declaró que como salida a la crisis exigía la celebración de elecciones anticipadas en el primer semestre de 2023. Al mismo tiempo, la presidenta fijó el 31 de enero de 2023 como fecha límite para enmendar la Constitución de la República para permitir la reducción del período de elecciones parlamentarias y el anuncio de elecciones parlamentarias anticipadas, así como una fecha específica. para las elecciones de lo contrario, nombraría un nuevo gobierno interino a principios de febrero de 2023.
El presidente del Parlamento, Boris Kollár, dijo que tras la moción de censura al gobierno debe haber elecciones anticipadas y negociaciones sobre una nueva mayoría de gobierno, que debe gobernar hasta las elecciones anticipadas, lo condicionó a que se llegue a un acuerdo sobre la fecha de las elecciones anticipadas. También prefirió su implementación en la primera mitad de 2023.
En la primera quincena de enero de 2023, el primer ministro Eduard Heger trató de encontrar suficientes firmas de diputados para la nueva mayoría del gobierno, pero carecía de firmas de diputados de los partidos Somos Familia (SR) y Libertad y Solidaridad (SaS). Después de que Richard Sulík anunciara que el partido SaS no apoyará a la nueva mayoría del gobierno y que apoya la celebración de elecciones anticipadas, el primer ministro anunció una reunión de los ex socios de la coalición, en la que se fijaría la fecha exacta de las elecciones anticipadas. Acordando después de varios días de negociaciones, los partidos de la antigua coalición de gobierno OĽaNO, SR, SaS y Para la Gente (ZĽ) acordaron la fecha de las elecciones para el 30 de septiembre de 2023.

### Votación en el parlamento
El 31 de enero de 2023, los miembros de la Consejo Nacional de la República Eslovaca adoptaron una resolución del parlamento sobre la reducción del período electoral, mientras que de los 148 miembros presentes, 92 miembros apoyaron esta resolución, 54 votaron en contra y dos miembros se abstuvieron. votación. Se requería una mayoría constitucional de al menos 90 diputados para adoptar la resolución. La celebración de elecciones parlamentarias anticipadas en la fecha anterior del 27 de mayo o el 24 de junio de 2023 no encontró el apoyo suficiente de los miembros del parlamento.

### Celebración de elecciones anticipadas
En el transcurso de febrero de 2023, en el contexto de la tensa situación política interna resultante de proyectos de ley parlamentarios contradictorios y debido a los poderes limitados del gobierno temporalmente ordenado, que también se refieren a la posibilidad de vender aviones de combate MiG-29 fuera de servicio a Ucrania, se reabrió la cuestión de celebrar elecciones anticipadas en una fecha anterior a la fecha del 30 de septiembre de 2023 aprobada por la Resolución del Consejo Nacional de la República Eslovaca.
La presidenta Zuzana Čaputová cambió su postura previamente conformista con la celebración de elecciones en septiembre de 2023 y volvió a pedir que se celebraran elecciones anticipadas para finales de junio de 2023.
El 16 de febrero de 2023, se convocó una sesión parlamentaria extraordinaria el sábado 24 de junio de 2023 sobre la cuestión de acortar el mandato parlamentario con una fecha para celebrar elecciones parlamentarias anticipadas. Sin embargo, esta propuesta no fue aprobada, por lo que las elecciones anticipadas se celebrarán en la fecha acordada, 30 de septiembre.

## Sistema electoral
Los 150 miembros del Consejo Nacional fueron elegidos por representación proporcional con todo el país como un distrito electoral con un umbral electoral de 5% para los partidos, 7% para las coaliciones que agrupan al menos dos partidos. Las elecciones utilizaron el sistema de listas abiertas, con los escaños asignados por la Cuota Hagenbach-Bischoff.
Todos los partidos participantes deben registrarse 90 días antes del día de las elecciones y pagar un depósito de € 17,000, que será reembolsado a todos los partidos que obtengan el 2% o más del voto. Todos los ciudadanos eslovacos pueden votar, excepto los delincuentes condenados en prisión (solo aquellos que fueron condenados por delitos graves), las personas declaradas no elegibles para realizar actos legales por los tribunales y los ciudadanos menores de 18 años. Todos los ciudadanos, que tienen 21 años de edad o más y son residentes permanentes de Eslovaquia, pueden postularse como candidatos, excepto los prisioneros , los delincuentes condenados y los declarados no elegibles para realizar actos legales ante los tribunales.
Los votantes que no estén presentes en su distrito electoral en el momento de las elecciones pueden solicitar un certificado de votación (voličský preukaz), que les permite votar en cualquier distrito independientemente de su residencia. Los votantes en el extranjero el día de las elecciones pueden solicitar un voto por correo.

### Resumen gráfico

Un gráfico LOESS que muestra las encuestas para las próximas elecciones parlamentarias eslovacas.

## Encuestas de opinión

### Estimaciones de intención de voto
Estimaciones de intención de voto realizadas por empresas encuestadoras que son miembros de la Sociedad Europea de Opinión e Investigación de Mercados (ESOMAR) y la Asociación Eslovaca de Agencias de Investigación (SAVA). Se llevan a cabo en forma de entrevistas telefónicas y personales con personas seleccionadas, que forman una muestra representativa que refleja los parámetros demográficos de la población de Eslovaquia. A los encuestados se les pregunta: 'Imagínense que se celebraran elecciones parlamentarias en Eslovaquia el próximo sábado. ¿Votaría en ellos y, de ser así, por qué partido votaría? A los encuestados se les lee una lista de partidos políticos actualmente activos.
Se publican resultados que incluyen solo las respuestas de los encuestados que votarían por un partido en particular. La tabla muestra los partidos políticos que han superado el umbral electoral en las últimas elecciones parlamentarias u oscilan por encima del 4% en las encuestas. El umbral electoral es del 5% para un solo partido, del 7% para las alianzas bipartidistas, tripartitas; 10% para alianza de cuatro o más partidos. Se requieren 76 escaños para la mayoría absoluta en el Consejo Nacional.

#### 2023
| Encuestadora   | Fecha                         | Muestra                                                               | OĽaNO–KÚ–ZĽ                                                           | OĽaNO–KÚ–ZĽ                                                           | SMER-SD                                                               | SR                                                                    | ĽSNS                                                                  | PS                                                                    | SASKA                                                                 | KDH                                                                   | MF                                                                    | Alianza                                                               | Alianza                                                               | Modrí, Most–Híd                                                       | Modrí, Most–Híd                                                       | D                                                                     | SNS                                                                   | Hlas                                                                  | Hlas                                                                  | REP                                                                   | Otros                                                                 |          |          |         |      |
| Encuestadora   | Fecha                         | Muestra                                                               | OĽaNO                                                                 | ZĽ                                                                    | SMER-SD                                                               | SR                                                                    | ĽSNS                                                                  | PS                                                                    | SASKA                                                                 | KDH                                                                   | MF                                                                    | SMK/MKP                                                               | MKÖ–MKS                                                               | Most–Híd                                                              | Modrí                                                                 | D                                                                     | SNS                                                                   | DV                                                                    | Hlas                                                                  | REP                                                                   | Otros                                                                 |          |          |         |      |
| -------------- | ----------------------------- | --------------------------------------------------------------------- | --------------------------------------------------------------------- | --------------------------------------------------------------------- | --------------------------------------------------------------------- | --------------------------------------------------------------------- | --------------------------------------------------------------------- | --------------------------------------------------------------------- | --------------------------------------------------------------------- | --------------------------------------------------------------------- | --------------------------------------------------------------------- | --------------------------------------------------------------------- | --------------------------------------------------------------------- | --------------------------------------------------------------------- | --------------------------------------------------------------------- | --------------------------------------------------------------------- | --------------------------------------------------------------------- | --------------------------------------------------------------------- | --------------------------------------------------------------------- | --------------------------------------------------------------------- | --------------------------------------------------------------------- | -------- | -------- | ------- | ---- |
| Encuestadora   | Fecha                         | Muestra                                                               | Median                                                                | 25–26 Sep 2023                                                        | 1,004                                                                 | 6.2% 0                                                                | 6.2% 0                                                                | 19.8% 40                                                              | 4.1% 0                                                                | –                                                                     | 19.3% 39                                                              | 7.4% 15                                                               | 7.7% 16                                                               | –                                                                     | 2.5% 0                                                                | 2.5% 0                                                                | 2.1% 0                                                                | 2.1% 0                                                                | 3.8% 0                                                                | 4.8% 0                                                                | Otros                                                                 | 11.9% 24 | 11.9% 24 | 8.0% 16 | 2.4% |
| Focus          | 22–26 Sep 2023                | 1,017                                                                 | 8.2% 15                                                               | 8.2% 15                                                               | 18.0% 33                                                              | 4.1% 0                                                                | 1.7% 0                                                                | 16.6% 30                                                              | 5.8% 10                                                               | 6.5% 12                                                               | 0.6% 0                                                                | 3.5% 0                                                                | 3.5% 0                                                                | 0.7% 0                                                                | 0.7% 0                                                                | 4.0% 0                                                                | 6.4% 11                                                               | 13.7% 25                                                              | 13.7% 25                                                              | 7.7% 14                                                               | 2.5%                                                                  |          |          |         |      |
| AKO            | 20–26 Sep 2023                | 1,000                                                                 | 9.4% 16                                                               | 9.4% 16                                                               | 17.7% 30                                                              | 5.1% 8                                                                | 0.3% 0                                                                | 18.0% 30                                                              | 7.3% 12                                                               | 6.1% 10                                                               | 0.6% 0                                                                | 2.8% 0                                                                | 2.8% 0                                                                | 1.0% 0                                                                | 1.0% 0                                                                | 4.3% 0                                                                | 6.0% 10                                                               | 15.0% 25                                                              | 15.0% 25                                                              | 5.4% 9                                                                | 1.0%                                                                  |          |          |         |      |
| Ipsos          | 22–25 Sep 2023                | 1,000                                                                 | 8.2% 14                                                               | 8.2% 14                                                               | 20.6% 36                                                              | 4.0% 0                                                                | 1.6% 0                                                                | 19.8% 34                                                              | 7.0% 12                                                               | 5.9% 10                                                               | 0.1% 0                                                                | 3.4% 0                                                                | 3.4% 0                                                                | 0.6% 0                                                                | 0.6% 0                                                                | 3.3% 0                                                                | 5.7% 10                                                               | 11.9% 21                                                              | 11.9% 21                                                              | 7.6% 13                                                               | 0.4%                                                                  |          |          |         |      |
| SANEP          | 17–25 Sep 2023                | 1,697                                                                 | 6.0% 0                                                                | 6.0% 0                                                                | 22.6% 41                                                              | 5.5% 10                                                               | 1.4% 0                                                                | 16.1% 29                                                              | 5.4% 10                                                               | 5.1% 9                                                                | –                                                                     | 3.3% 0                                                                | 3.3% 0                                                                | 1.3% 0                                                                | 1.3% 0                                                                | 3.4% 0                                                                | 6.0% 11                                                               | 15.3% 27                                                              | 15.3% 27                                                              | 7.4% 13                                                               | 0.7%                                                                  |          |          |         |      |
| NMS            | 21–24 Sep 2023                | 1,411                                                                 | 9.5%                                                                  | 9.5%                                                                  | 19.4%                                                                 | 5.2%                                                                  | 1.8%                                                                  | 19.7%                                                                 | 5.7%                                                                  | 5.4%                                                                  | 0.3%                                                                  | 3.1%                                                                  | 3.1%                                                                  | 1.1%                                                                  | 1.1%                                                                  | 2.3%                                                                  | 5.4%                                                                  | 10.5%                                                                 | 10.5%                                                                 | 8.5%                                                                  | 2.1%                                                                  |          |          |         |      |
| Polis Slovakia | 16–20 Sep 2023                | 1,110                                                                 | 5.7% 0                                                                | 5.7% 0                                                                | 24.4% 42                                                              | 5.3% 9                                                                | 1.9% 0                                                                | 15.1% 26                                                              | 6.4% 11                                                               | 5.7% 9                                                                | 0.6% 0                                                                | 5.4% 9                                                                | 5.4% 9                                                                | 1.2% 0                                                                | 1.2% 0                                                                | 2.0% 0                                                                | 5.8% 10                                                               | 12.6% 22                                                              | 12.6% 22                                                              | 6.8% 12                                                               | 1.1%                                                                  |          |          |         |      |
| Ipsos          | 15–19 Sep 2023                | 1,026                                                                 | 8.2% 15                                                               | 8.2% 15                                                               | 20.3% 36                                                              | 4.2% 0                                                                | 2.6% 0                                                                | 17.2% 31                                                              | 6.1% 11                                                               | 5.3% 9                                                                | 0.6% 0                                                                | 4.0% 0                                                                | 4.0% 0                                                                | 0.9% 0                                                                | 0.9% 0                                                                | 3.4% 0                                                                | 5.6% 10                                                               | 13.1% 23                                                              | 13.1% 23                                                              | 8.6% 15                                                               | 0.9%                                                                  |          |          |         |      |
| SANEP          | 10–15 Sep 2023                | 1,782                                                                 | 6.0% 0                                                                | 6.0% 0                                                                | 22.2% 43                                                              | 5.9% 11                                                               | 1.7% 0                                                                | 15.7% 30                                                              | 4.8% 0                                                                | 5.6% 11                                                               | –                                                                     | 2.8% 0                                                                | 2.8% 0                                                                | 1.2% 0                                                                | 1.2% 0                                                                | 3.1% 0                                                                | 5.8% 11                                                               | 15.2% 29                                                              | 15.2% 29                                                              | 7.5% 15                                                               | 2.5%                                                                  |          |          |         |      |
| Focus          | 6–13 Sep 2023                 | 1,001                                                                 | 6.3% 0                                                                | 6.3% 0                                                                | 18.9% 37                                                              | 4.9% 0                                                                | 1.8% 0                                                                | 16.5% 33                                                              | 5.1% 10                                                               | 6.2% 12                                                               | 0.8% 0                                                                | 3.6% 0                                                                | 3.6% 0                                                                | 1.5% 0                                                                | 1.5% 0                                                                | 3.7% 0                                                                | 6.4% 13                                                               | 14.6% 29                                                              | 14.6% 29                                                              | 8.0% 16                                                               | 1.7%                                                                  |          |          |         |      |
| AKO            | 5–11 Sep 2023                 | 1,000                                                                 | 7.0% 12                                                               | 7.0% 12                                                               | 19.4% 32                                                              | 5.3% 9                                                                | 0.6% 0                                                                | 18.2% 31                                                              | 7.4% 12                                                               | 6.0% 10                                                               | 0.3% 0                                                                | 2.9% 0                                                                | 2.9% 0                                                                | 1.4% 0                                                                | 1.4% 0                                                                | 3.5% 0                                                                | 6.0% 10                                                               | 15.1% 25                                                              | 15.1% 25                                                              | 5.2% 9                                                                | 1.7%                                                                  |          |          |         |      |
| NMS            | 5–9 Sep 2023                  | 1,410                                                                 | 6.1%                                                                  | 6.1%                                                                  | 22.0%                                                                 | 5.8%                                                                  | 1.0%                                                                  | 18.1%                                                                 | 4.2%                                                                  | 4.7%                                                                  | 0.4%                                                                  | 3.2%                                                                  | 3.2%                                                                  | 0.9%                                                                  | 0.9%                                                                  | 3.8%                                                                  | 7.3%                                                                  | 11.4%                                                                 | 11.4%                                                                 | 8.3%                                                                  | 2.8%                                                                  |          |          |         |      |
| Polis Slovakia | 1–6 Sep 2023                  | 1,002                                                                 | 5.4%                                                                  | 5.4%                                                                  | 24.5%                                                                 | 5.8%                                                                  | –                                                                     | 14.6%                                                                 | 6.8%                                                                  | 5.4%                                                                  | –                                                                     | –                                                                     | –                                                                     | –                                                                     | –                                                                     | 1.2%                                                                  | 6.0%                                                                  | 12.6%                                                                 | 12.6%                                                                 | 7.6%                                                                  | 9.9%                                                                  |          |          |         |      |
| SANEP          | 27 Ago–2 Sep 2023             | 1,635                                                                 | 6.5% 0                                                                | 6.5% 0                                                                | 21.4% 38                                                              | 5.9% 11                                                               | 2.0% 0                                                                | 15.6% 28                                                              | 6.1% 11                                                               | 6.0% 11                                                               | –                                                                     | 2.7% 0                                                                | 2.7% 0                                                                | 1.2% 0                                                                | 1.2% 0                                                                | 3.0% 0                                                                | 5.5% 10                                                               | 15.0% 26                                                              | 15.0% 26                                                              | 8.4% 15                                                               | 0,7%                                                                  |          |          |         |      |
| Median         | 25–31 Ago 2023                | 1,002                                                                 | 7.1% 12                                                               | 7.1% 12                                                               | 17.8% 30                                                              | 8.2% 13                                                               | 2.3% 0                                                                | 17.8% 30                                                              | 6.7% 11                                                               | 7.3% 12                                                               | –                                                                     | –                                                                     | –                                                                     | –                                                                     | –                                                                     | 3.6% 0                                                                | 5.3% 9                                                                | 9.4% 16                                                               | 9.4% 16                                                               | 10.2% 17                                                              | 4.4%                                                                  |          |          |         |      |
| Median         | 21–24 Ago 2023                | 1,005                                                                 | 6.2% 0                                                                | 6.2% 0                                                                | 20.2% 37                                                              | 5.8% 10                                                               | 2.4% 0                                                                | 17.6% 32                                                              | 7.3% 13                                                               | 6.7% 12                                                               | –                                                                     | –                                                                     | –                                                                     | –                                                                     | –                                                                     | 4.1% 0                                                                | 5.3% 10                                                               | 10.0% 18                                                              | 10.0% 18                                                              | 10.0% 18                                                              | 4.4%                                                                  |          |          |         |      |
| Polis Slovakia | 11-16 Ago 2023                | 1,009                                                                 | 5.6% 0                                                                | 5.6% 0                                                                | 23.4% 41                                                              | 5.3% 9                                                                | 2.2% 0                                                                | 14.2% 25                                                              | 6.5% 11                                                               | 5.2% 9                                                                | 1.1% 0                                                                | 5.3% 9                                                                | 5.3% 9                                                                | 1.8% 0                                                                | 1.8% 0                                                                | 2.3% 0                                                                | 6.1% 11                                                               | 12.9% 23                                                              | 12.9% 23                                                              | 6.6% 12                                                               | 1.5%                                                                  |          |          |         |      |
| Focus          | 9-16 Ago 2023                 | 1,009                                                                 | 6.4% 0                                                                | 6.4% 0                                                                | 20.0% 37                                                              | 5.1% 10                                                               | 2.1% 0                                                                | 15.0% 28                                                              | 6.1% 11                                                               | 6.1% 11                                                               | 0.7% 0                                                                | 3.4% 0                                                                | 3.4% 0                                                                | 1.7% 0                                                                | 1.7% 0                                                                | 3.1% 0                                                                | 5.3% 10                                                               | 14.2% 27                                                              | 14.2% 27                                                              | 8.8% 16                                                               | 2.0%                                                                  |          |          |         |      |
| Ipsos          | 10–14 Ago 2023                | 1,003                                                                 | 7.7% 13                                                               | 7.7% 13                                                               | 19.7% 34                                                              | 5.5% 9                                                                | 2.9% 0                                                                | 16.9% 29                                                              | 5.7% 10                                                               | 6.2% 10                                                               | 0.7% 0                                                                | 3.6% 0                                                                | 3.6% 0                                                                | 1.4% 0                                                                | 1.4% 0                                                                | 2.9% 0                                                                | 5.1% 9                                                                | 13.3% 23                                                              | 13.3% 23                                                              | 7.9% 13                                                               | 0.5%                                                                  |          |          |         |      |
| AKO            | 7–14 Ago 2023                 | 1,000                                                                 | 7.2% 12                                                               | 7.2% 12                                                               | 19.2% 32                                                              | 5.7% 9                                                                | 0.3% 0                                                                | 17.8% 30                                                              | 6.6% 11                                                               | 6.2% 10                                                               | 0.8% 0                                                                | 2.5% 0                                                                | 2.5% 0                                                                | 2.1% 0                                                                | 2.1% 0                                                                | 2.9% 0                                                                | 5.9% 10                                                               | 15.0% 25                                                              | 15.0% 25                                                              | 6.3% 11                                                               | 1.4%                                                                  |          |          |         |      |
| SANEP          | 6–13 Ago 2023                 | 1,726                                                                 | 6.7% 0                                                                | 6.7% 0                                                                | 22.0% 40                                                              | 6.2% 11                                                               | 1.8% 0                                                                | 15.8% 28                                                              | 6.0% 11                                                               | 5.9% 11                                                               | –                                                                     | 2.9% 0                                                                | 2.9% 0                                                                | 1.2% 0                                                                | 1.2% 0                                                                | 3.1% 0                                                                | 5.4% 10                                                               | 13.0% 24                                                              | 13.0% 24                                                              | 8.1% 15                                                               | 1.9%                                                                  |          |          |         |      |
| NMS            | 1–7 Ago 2023                  | 1,416                                                                 | 6.3%                                                                  | 6.3%                                                                  | 23.3%                                                                 | 5.6%                                                                  | 2.8%                                                                  | 17.0%                                                                 | 4.5%                                                                  | 5.0%                                                                  | 0.4%                                                                  | 3.0%                                                                  | 3.0%                                                                  | 1.6%                                                                  | 1.6%                                                                  | 2.6%                                                                  | 6.0%                                                                  | 11.5%                                                                 | 11.5%                                                                 | 7.5%                                                                  | 2.6%                                                                  |          |          |         |      |
| Ipsos          | 26 Jul–1 Ago 2023             | 1,001                                                                 | 7.9%                                                                  | 7.9%                                                                  | 20.3%                                                                 | 5.6%                                                                  | 2.2%                                                                  | 16.9%                                                                 | 6.7%                                                                  | 5.4%                                                                  | 0.5%                                                                  | 2.2%                                                                  | 2.2%                                                                  | 1.6%                                                                  | 1.6%                                                                  | 2.6%                                                                  | 5.2%                                                                  | 13.4%                                                                 | 13.4%                                                                 | 8.8%                                                                  | –                                                                     |          |          |         |      |
| SANEP          | 23–30 Jul 2023                | 1,675                                                                 | 6.9% 0                                                                | 6.9% 0                                                                | 20.9% 38                                                              | 6.4% 12                                                               | 1.4% 0                                                                | 15.5% 28                                                              | 6.1% 11                                                               | 6.0% 11                                                               | –                                                                     | 2.7% 0                                                                | 2.7% 0                                                                | 1.1% 0                                                                | 1.1% 0                                                                | 3.3% 0                                                                | 5.2% 9                                                                | 14.1% 25                                                              | 14.1% 25                                                              | 8.8% 16                                                               | 4.0%                                                                  |          |          |         |      |
| AKO            | 24–28 Jul 2023                | 1,000                                                                 | 6.7% 0                                                                | 6.7% 0                                                                | 19.9% 36                                                              | 6.1% 11                                                               | 1.2% 0                                                                | 16.4% 30                                                              | 6.6% 12                                                               | 6.0% 11                                                               | 0.9% 0                                                                | 2.2% 0                                                                | 2.2% 0                                                                | 1.5% 0                                                                | 1.5% 0                                                                | 2.2% 0                                                                | 5.8% 10                                                               | 15.2% 28                                                              | 15.2% 28                                                              | 6.7% 12                                                               | 2.6%                                                                  |          |          |         |      |
| Polis Slovakia | 22–27 Jul 2023                | 1,034                                                                 | 6.2% 0                                                                | 6.2% 0                                                                | 23.1% 44                                                              | 4.5% 0                                                                | 3.1% 0                                                                | 13.6% 26                                                              | 5.2% 10                                                               | 5.5% 10                                                               | 1.6% 0                                                                | 5.4% 10                                                               | 5.4% 10                                                               | 2.5% 0                                                                | 2.5% 0                                                                | 3.0% 0                                                                | 5.4% 10                                                               | 12.5% 24                                                              | 12.5% 24                                                              | 8.4% 16                                                               | –                                                                     |          |          |         |      |
| Focus          | 21–26 Jul 2023                | 1,024                                                                 | 6.2% 0                                                                | 6.2% 0                                                                | 18.1% 35                                                              | 5.6% 11                                                               | 2.3% 0                                                                | 14.3% 27                                                              | 5.2% 10                                                               | 5.6% 11                                                               | 1.2% 0                                                                | 4.0%                                                                  | 4.0%                                                                  | 1.8%                                                                  | 1.8%                                                                  | 3.8% 0                                                                | 5.1% 9                                                                | 16.0% 31                                                              | 16.0% 31                                                              | 8.7% 16                                                               | –                                                                     |          |          |         |      |
| Median         | 21–26 Jul 2023                | 1,010                                                                 | 5.3%                                                                  | 5.3%                                                                  | 21.5%                                                                 | 7.4%                                                                  | –                                                                     | 17.1%                                                                 | 6.5%                                                                  | 6.2%                                                                  | –                                                                     | 2.4%                                                                  | 2.4%                                                                  | –                                                                     | –                                                                     | 3.4%                                                                  | 4.2%                                                                  | 12.1%                                                                 | 12.1%                                                                 | 9.7%                                                                  | 4.2%                                                                  |          |          |         |      |
| Ipsos          | 17–21 Jul 2023                | 1,005                                                                 | 7.1%                                                                  | 7.1%                                                                  | 19.4%                                                                 | 6.4%                                                                  | 2.6%                                                                  | 15.9%                                                                 | 5.0%                                                                  | 5.9%                                                                  | 0.8%                                                                  | 3.5%                                                                  | 3.5%                                                                  | 1,8%                                                                  | 1,8%                                                                  | 2.1%                                                                  | 5.0%                                                                  | 14.9%                                                                 | 14.9%                                                                 | 8.6%                                                                  | 1.1%                                                                  |          |          |         |      |
| Median         | 19–21 Jul 2023                | 1,008                                                                 | 5.5% 0                                                                | 5.5% 0                                                                | 20.1% 38                                                              | 6.1% 12                                                               | 2.3% 0                                                                | 19.1% 36                                                              | 6.1% 12                                                               | 6.5% 12                                                               | –                                                                     | –                                                                     | –                                                                     | 2.5% 0                                                                | 2.5% 0                                                                | 4.2% 0                                                                | 4.1% 0                                                                | 11.1% 21                                                              | 11.1% 21                                                              | 10.0% 19                                                              | 2.4% 0                                                                |          |          |         |      |
| AKO            | 10–17 Jul 2023                | 1,000                                                                 | 7.2% 12                                                               | 7.2% 12                                                               | 18.1% 31                                                              | 6.2% 10                                                               | 1.7% 0                                                                | 15.4% 26                                                              | 7.6% 13                                                               | 5.9% 10                                                               | 1.4% 0                                                                | 1.7% 0                                                                | 1.7% 0                                                                | 1.3% 0                                                                | 1.3% 0                                                                | 2.2% 0                                                                | 5.1% 9                                                                | 16.5% 28                                                              | 16.5% 28                                                              | 6.8% 11                                                               | –                                                                     |          |          |         |      |
| SANEP          | 9–16 Jul 2023                 | 1,542                                                                 | 8.5% 15                                                               | 8.5% 15                                                               | 18.9% 32                                                              | 6.4% 11                                                               | –                                                                     | 13.8% 24                                                              | 6.7% 11                                                               | 6.0% 10                                                               | –                                                                     | –                                                                     | –                                                                     | –                                                                     | –                                                                     | –                                                                     | 5.1% 7                                                                | 15.5% 26                                                              | 15.5% 26                                                              | 8.0% 14                                                               | –                                                                     |          |          |         |      |
| NMS            | 4–9 Jul 2023                  | 1,413                                                                 | 6.9%                                                                  | 6.9%                                                                  | 20.6%                                                                 | 5.3%                                                                  | 2.9%                                                                  | 15.6%                                                                 | 4.7%                                                                  | 5.7%                                                                  | 0.4%                                                                  | 3.4%                                                                  | 3.4%                                                                  | 1.3%                                                                  | 1.3%                                                                  | 2.8%                                                                  | 4.6%                                                                  | 11.4%                                                                 | 11.4%                                                                 | 10.4%                                                                 | –                                                                     |          |          |         |      |
|                | 2 Jul 2023                    | OĽaNO, Por el Pueblo y Unión Cristiana forman una coalición electoral | OĽaNO, Por el Pueblo y Unión Cristiana forman una coalición electoral | OĽaNO, Por el Pueblo y Unión Cristiana forman una coalición electoral | OĽaNO, Por el Pueblo y Unión Cristiana forman una coalición electoral | OĽaNO, Por el Pueblo y Unión Cristiana forman una coalición electoral | OĽaNO, Por el Pueblo y Unión Cristiana forman una coalición electoral | OĽaNO, Por el Pueblo y Unión Cristiana forman una coalición electoral | OĽaNO, Por el Pueblo y Unión Cristiana forman una coalición electoral | OĽaNO, Por el Pueblo y Unión Cristiana forman una coalición electoral | OĽaNO, Por el Pueblo y Unión Cristiana forman una coalición electoral | OĽaNO, Por el Pueblo y Unión Cristiana forman una coalición electoral | OĽaNO, Por el Pueblo y Unión Cristiana forman una coalición electoral | OĽaNO, Por el Pueblo y Unión Cristiana forman una coalición electoral | OĽaNO, Por el Pueblo y Unión Cristiana forman una coalición electoral | OĽaNO, Por el Pueblo y Unión Cristiana forman una coalición electoral | OĽaNO, Por el Pueblo y Unión Cristiana forman una coalición electoral | OĽaNO, Por el Pueblo y Unión Cristiana forman una coalición electoral | OĽaNO, Por el Pueblo y Unión Cristiana forman una coalición electoral | OĽaNO, Por el Pueblo y Unión Cristiana forman una coalición electoral | OĽaNO, Por el Pueblo y Unión Cristiana forman una coalición electoral |          |          |         |      |
| SANEP          | 21–28 Jun 2023                | 1,671                                                                 | 6.7% 13                                                               | –                                                                     | 18.6% 34                                                              | 6.8% 13                                                               | –                                                                     | 13.4% 22                                                              | 6.4% 13                                                               | 6.2% 12                                                               | –                                                                     | –                                                                     | –                                                                     | –                                                                     | –                                                                     | –                                                                     | –                                                                     | 16.5% 27                                                              | 16.5% 27                                                              | 8.2% 16                                                               | –                                                                     |          |          |         |      |
| Focus          | 21–28 Jun 2023                | 1,012                                                                 | 6.0% 10                                                               | 0.7% 0                                                                | 19.0% 33                                                              | 6.1% 11                                                               | 2.1% 0                                                                | 13.5% 24                                                              | 5.0% 9                                                                | 6.0% 10                                                               | 1.4% 0                                                                | 3.9% 0                                                                | 3.9% 0                                                                | 1.6% 0                                                                | 1.6% 0                                                                | 3.6% 0                                                                | 5.5% 9                                                                | 16.3% 28                                                              | 16.3% 28                                                              | 9.0% 16                                                               | –                                                                     |          |          |         |      |
| Median         | 15 May–20 Jun 2023            | 1,036                                                                 | 7.1% 13                                                               | 1.5% 0                                                                | 18.0% 34                                                              | 7.0% 13                                                               | 3.0% 0                                                                | 11.6% 22                                                              | 6.6% 13                                                               | 6.5% 12                                                               | –                                                                     | –                                                                     | –                                                                     | –                                                                     | –                                                                     | 4.7% 0                                                                | 4.6% 0                                                                | 14.1% 27                                                              | 14.1% 27                                                              | 8.2% 16                                                               | 7.1%                                                                  |          |          |         |      |
| Ipsos          | 12–16 Jun 2023                | 1,001                                                                 | 6.4% 11                                                               | –                                                                     | 18.9% 34                                                              | 7.2% 13                                                               | –                                                                     | 15.5% 28                                                              | 7.2% 13                                                               | 5.6% 10                                                               | –                                                                     | 3.1% 0                                                                | 3.1% 0                                                                | –                                                                     | –                                                                     | 4.0% 0                                                                | 4.3% 0                                                                | 14.8% 26                                                              | 14.8% 26                                                              | 8.3% 15                                                               | –                                                                     |          |          |         |      |
| AKO            | 6–9 Jun 2023                  | 1,000                                                                 | 7.1% 13                                                               | 0.6% 0                                                                | 19.0% 34                                                              | 6.2% 11                                                               | 1.0% 0                                                                | 14.4% 25                                                              | 7.8% 14                                                               | 6.5% 11                                                               | 2.1% 0                                                                | 1.3% 0                                                                | 1.3% 0                                                                | 1.3% 0                                                                | 1.3% 0                                                                | 2.8% 0                                                                | 4.7% 0                                                                | 17.2% 30                                                              | 17.2% 30                                                              | 7.0% 12                                                               | [ 69 ]                                                                |          |          |         |      |
| NMS            | 2–8 Jun 2023                  | 1,446                                                                 | 6.3%                                                                  | 1.8%                                                                  | 19.6%                                                                 | 6.8%                                                                  | 3.1%                                                                  | 15.2%                                                                 | 4.7%                                                                  | 6.0%                                                                  | 0.8%                                                                  | 3.4%                                                                  | 3.4%                                                                  | 1.1%                                                                  | 1.1%                                                                  | 1.8%                                                                  | 3.9%                                                                  | 14.1%                                                                 | 14.1%                                                                 | 9.4%                                                                  | [ 71 ]                                                                |          |          |         |      |
| Focus          | 24–31 de mayo de 2023         | 1,012                                                                 | 5.3% 10                                                               | 1.1% 0                                                                | 18.0% 34                                                              | 6.6% 12                                                               | 2.5% 0                                                                | 12.5% 23                                                              | 5.3% 10                                                               | 5.5% 10                                                               | 1.1% 0                                                                | 4.0% 0                                                                | 4.0% 0                                                                | 1.5% 0                                                                | 1.0% 0                                                                | 3.2% 0                                                                | 4.7% 0                                                                | 17.4% 33                                                              | 17.4% 33                                                              | 9.7% 18                                                               | 0.6%                                                                  |          |          |         |      |
| Ipsos          | 16–19 de mayo de 2023         | 1,004                                                                 | 7.0%                                                                  | 2.2%                                                                  | 16.9%                                                                 | 7.5%                                                                  | 1.8%                                                                  | 13.3%                                                                 | 6.1%                                                                  | 5.2%                                                                  | 0.7%                                                                  | 3.8%                                                                  | 3.8%                                                                  | 3.8%                                                                  | 1.5%                                                                  | 3.4%                                                                  | 3.8%                                                                  | 15.6%                                                                 | 15.6%                                                                 | 9.0%                                                                  | 2.1%                                                                  |          |          |         |      |
| NMS            | 3–17 de mayo de 2023          | 1,233                                                                 | 7.3%                                                                  | 1.0%                                                                  | 21.3%                                                                 | 5.9%                                                                  | 1.7%                                                                  | 14.2%                                                                 | 6.2%                                                                  | 5.5%                                                                  | 0.7%                                                                  | 2.6%                                                                  | 2.6%                                                                  | 2.6%                                                                  | 0.9%                                                                  | 2.7%                                                                  | 3.1%                                                                  | 14.0%                                                                 | 14.0%                                                                 | 8.7%                                                                  | [ 75 ]                                                                |          |          |         |      |
|                | 16 de mayo de 2023            | Una parte de Most–Híd abandona la Alianza                             | Una parte de Most–Híd abandona la Alianza                             | Una parte de Most–Híd abandona la Alianza                             | Una parte de Most–Híd abandona la Alianza                             | Una parte de Most–Híd abandona la Alianza                             | Una parte de Most–Híd abandona la Alianza                             | Una parte de Most–Híd abandona la Alianza                             | Una parte de Most–Híd abandona la Alianza                             | Una parte de Most–Híd abandona la Alianza                             | Una parte de Most–Híd abandona la Alianza                             | Una parte de Most–Híd abandona la Alianza                             | Una parte de Most–Híd abandona la Alianza                             | Una parte de Most–Híd abandona la Alianza                             | Una parte de Most–Híd abandona la Alianza                             | Una parte de Most–Híd abandona la Alianza                             | Una parte de Most–Híd abandona la Alianza                             | Una parte de Most–Híd abandona la Alianza                             | Una parte de Most–Híd abandona la Alianza                             | Una parte de Most–Híd abandona la Alianza                             | Una parte de Most–Híd abandona la Alianza                             |          |          |         |      |
| AKO            | 4–10 de mayo de 2023          | 1,000                                                                 | 7.4% 13                                                               | 1.9% 0                                                                | 18.0% 32                                                              | 5.6% 10                                                               | 0.7% 0                                                                | 14.3% 26                                                              | 8.3% 15                                                               | 6.6% 12                                                               | 3.1% 0                                                                | 1.1% 0                                                                | 1.1% 0                                                                | 1.1% 0                                                                | 1.1% 0                                                                | 3.4% 0                                                                | 4.4% 0                                                                | 16.5% 30                                                              | 16.5% 30                                                              | 6.9% 12                                                               |                                                                       |          |          |         |      |
| Polis Slovakia | 29 de abril–6 de mayo de 2023 | 1,011                                                                 | 6.6% 12                                                               | 1.0% 0                                                                | 24.2% 40                                                              | 6.9% 12                                                               | 2.4% 0                                                                | 11.7% 20                                                              | 6.5% 11                                                               | 5.8% 10                                                               | 0.6% 0                                                                | 3.0% 0                                                                | 3.0% 0                                                                | 3.0% 0                                                                | –                                                                     | 2.1% 0                                                                | 4.9% 0                                                                | 17.0% 30                                                              | 17.0% 30                                                              | 7.2% 13                                                               | [ 78 ]                                                                |          |          |         |      |
| Median         | 1 de abril–6 de mayo de 2023  | 1,943                                                                 | 7.9% 15                                                               | 1.8% 0                                                                | 16.3% 30                                                              | 9.2% 17                                                               | 2.5% 0                                                                | 11.6% 21                                                              | 8.2% 15                                                               | 6.8% 13                                                               | –                                                                     | 2.5% 0                                                                | 2.5% 0                                                                | 2.5% 0                                                                | –                                                                     | 4.0% 0                                                                | 3.5% 0                                                                | –                                                                     | 13.9% 26                                                              | 7.0% 11                                                               | –                                                                     |          |          |         |      |
|                | 28 Abr 2023                   | Buena Elección decidió participar junto con Hlas                      | Buena Elección decidió participar junto con Hlas                      | Buena Elección decidió participar junto con Hlas                      | Buena Elección decidió participar junto con Hlas                      | Buena Elección decidió participar junto con Hlas                      | Buena Elección decidió participar junto con Hlas                      | Buena Elección decidió participar junto con Hlas                      | Buena Elección decidió participar junto con Hlas                      | Buena Elección decidió participar junto con Hlas                      | Buena Elección decidió participar junto con Hlas                      | Buena Elección decidió participar junto con Hlas                      | Buena Elección decidió participar junto con Hlas                      | Buena Elección decidió participar junto con Hlas                      | Buena Elección decidió participar junto con Hlas                      | Buena Elección decidió participar junto con Hlas                      | Buena Elección decidió participar junto con Hlas                      | Buena Elección decidió participar junto con Hlas                      | Buena Elección decidió participar junto con Hlas                      | Buena Elección decidió participar junto con Hlas                      | Buena Elección decidió participar junto con Hlas                      |          |          |         |      |
| Focus          | 19 Abr-26 Abr 2023            | 1,013                                                                 | 5.6% 10                                                               | 1.0% 0                                                                | 17.7% 33                                                              | 6.1% 11                                                               | 2.7% 0                                                                | 13.1% 25                                                              | 5.2% 10                                                               | 6.0% 11                                                               | 1.7% 0                                                                | 4.3% 0                                                                | 4.3% 0                                                                | 4.3% 0                                                                | –                                                                     | 3.6% 0                                                                | 4.0% 0                                                                | 1.1% 0                                                                | 17.0% 32                                                              | 9.8% 18                                                               | –                                                                     |          |          |         |      |
| Ipsos          | 10 Apr–14 Apr 2023            | 1,000                                                                 | 7.0%                                                                  | 1.8%                                                                  | 16.8%                                                                 | 6.4%                                                                  | 2.3%                                                                  | 14.1%                                                                 | 6.4%                                                                  | 4.8%                                                                  | –                                                                     | 2.4%                                                                  | 2.4%                                                                  | 2.4%                                                                  | –                                                                     | 3.6%                                                                  | 4.2%                                                                  | –                                                                     | 16.2%                                                                 | 8.8%                                                                  | –                                                                     |          |          |         |      |
| AKO            | 4 Abr–11 Abr 2023             | 1,000                                                                 | 5.8% 10                                                               | 1.8% 0                                                                | 17.9% 33                                                              | 7.1% 13                                                               | 1.4% 0                                                                | 14.1% 26                                                              | 8.3% 15                                                               | 6.4% 12                                                               | 2.1% 0                                                                | 2.1% 0                                                                | 2.1% 0                                                                | 2.1% 0                                                                | –                                                                     | 4.1% 0                                                                | 4.3% 0                                                                | 0.5% 0                                                                | 16.3% 29                                                              | 6.6% 12                                                               | –                                                                     |          |          |         |      |
| NMS            | 28 Mar–2 Abr 2023             | 1,018                                                                 | 5.2%                                                                  | 2.0%                                                                  | 22.4%                                                                 | 5.7%                                                                  | 1.9%                                                                  | 12.8%                                                                 | 5.1%                                                                  | 6.3%                                                                  | 1.3%                                                                  | 3.0%                                                                  | 3.0%                                                                  | 3.0%                                                                  | 0.8%                                                                  | 3.0%                                                                  | 2.4%                                                                  | –                                                                     | 14.2%                                                                 | 9.9%                                                                  | [ 84 ]                                                                |          |          |         |      |
| Focus          | 14–22 Mar 2023                | 1,018                                                                 | 4.3% 0                                                                | 1.2% 0                                                                | 17.6% 33                                                              | 7.7% 14                                                               | 2.7% 0                                                                | 12.1% 23                                                              | 5.1% 10                                                               | 5.8% 11                                                               | 1.5% 0                                                                | 4.7% 0                                                                | 4.7% 0                                                                | 4.7% 0                                                                | –                                                                     | 5.0% 9                                                                | 3.4% 0                                                                | 1.4% 0                                                                | 17.1% 32                                                              | 9.6% 18                                                               |                                                                       |          |          |         |      |
| AKO            | 12 Mar 2023                   | 1,000                                                                 | 5.0%                                                                  | 1.6%                                                                  | 17.6%                                                                 | 6.8%                                                                  | 1.2%                                                                  | 15.1%                                                                 | 8.1%                                                                  | 6.7%                                                                  | 2.2%                                                                  | 1.9%                                                                  | 1.9%                                                                  | 1.9%                                                                  | –                                                                     | 4.9%                                                                  | 4.2%                                                                  | 1.0%                                                                  | 16.1%                                                                 | 6.8%                                                                  | –                                                                     |          |          |         |      |
| Ipsos          | Mar 2023                      | 1,017                                                                 | 4.8%                                                                  | 2.9%                                                                  | 16.2%                                                                 | 8.5%                                                                  | 2.2%                                                                  | 11.1%                                                                 | 6.4%                                                                  | 5.7%                                                                  | –                                                                     | 3.8%                                                                  | 3.8%                                                                  | 3.8%                                                                  | –                                                                     | 4.8%                                                                  | 3.0%                                                                  | –                                                                     | 16.0%                                                                 | 8.6%                                                                  | –                                                                     |          |          |         |      |
|                | 7 Mar 2023                    | Coalición Azul refundada como Demócratas                              | Coalición Azul refundada como Demócratas                              | Coalición Azul refundada como Demócratas                              | Coalición Azul refundada como Demócratas                              | Coalición Azul refundada como Demócratas                              | Coalición Azul refundada como Demócratas                              | Coalición Azul refundada como Demócratas                              | Coalición Azul refundada como Demócratas                              | Coalición Azul refundada como Demócratas                              | Coalición Azul refundada como Demócratas                              | Coalición Azul refundada como Demócratas                              | Coalición Azul refundada como Demócratas                              | Coalición Azul refundada como Demócratas                              | Coalición Azul refundada como Demócratas                              | Coalición Azul refundada como Demócratas                              | Coalición Azul refundada como Demócratas                              | Coalición Azul refundada como Demócratas                              | Coalición Azul refundada como Demócratas                              | Coalición Azul refundada como Demócratas                              | Coalición Azul refundada como Demócratas                              |          |          |         |      |
| Median         | 1 Feb–5 Mar 2023              | 1,076                                                                 | 8.5%                                                                  | 2.2%                                                                  | 19.5%                                                                 | 7.4%                                                                  | 3.1%                                                                  | 11.4%                                                                 | 9.2%                                                                  | 6.3%                                                                  | –                                                                     | 2.6%                                                                  | 2.6%                                                                  | 2.6%                                                                  | –                                                                     | –                                                                     | 4.2%                                                                  | –                                                                     | 14.5%                                                                 | 6.1%                                                                  | –                                                                     |          |          |         |      |
| AKO            | 7–13 Feb 2023                 | 1,000                                                                 | 7.3% 13                                                               | 2.3% 0                                                                | 16.3% 29                                                              | 7.1% 13                                                               | 1.5% 0                                                                | 13.7% 24                                                              | 7.9% 14                                                               | 6.9% 12                                                               | 2.8% 0                                                                | 2.1% 0                                                                | 2.1% 0                                                                | 2.1% 0                                                                | 1.3% 0                                                                | 1.3% 0                                                                | 4.0% 0                                                                | –                                                                     | 18.9% 33                                                              | 6.6% 12                                                               | 0.7%                                                                  |          |          |         |      |
| Focus          | 1–8 Feb 2023                  | 1,017                                                                 | 6.4% 12                                                               | 1.0% 0                                                                | 14.6% 27                                                              | 7.7% 14                                                               | 2.9% 0                                                                | 11.0% 20                                                              | 5.3% 10                                                               | 6.9% 13                                                               | 1.9% 0                                                                | 4.5% 0                                                                | 4.5% 0                                                                | 4.5% 0                                                                | 2.0% 0                                                                | 2.0% 0                                                                | 3.6% 0                                                                | 1.4% 0                                                                | 20.8% 38                                                              | 8.5% 16                                                               | 1.5%                                                                  |          |          |         |      |
| Median         | 9 Ene–5 Feb 2023              | 1,029                                                                 | 8.7%                                                                  | 2.0%                                                                  | 17.9%                                                                 | 10.9%                                                                 | 2.4%                                                                  | 9.6%                                                                  | 7.8%                                                                  | 6.4%                                                                  | –                                                                     | 4.0%                                                                  | 4.0%                                                                  | 4.0%                                                                  | 1.8%                                                                  | 1.8%                                                                  | 2.0%                                                                  | 1.8%                                                                  | 15.6%                                                                 | 4.5%                                                                  | –                                                                     |          |          |         |      |
| Polis Slovakia | 28 Ene–1 Feb 2023             | 1,002                                                                 | 7.2% 13                                                               | 3.1% 0                                                                | 21.0% 39                                                              | 6.5% 12                                                               | 2.3% 0                                                                | 9.5% 17                                                               | 5.2% 10                                                               | 5.0% 10                                                               | 0.6% 0                                                                | 4.7% 0                                                                | 4.7% 0                                                                | 4.7% 0                                                                | 1.0% 0                                                                | 1.0% 0                                                                | 3.8% 0                                                                | 3.5% 0                                                                | 19.4% 36                                                              | 7.1% 13                                                               | [ 95 ]                                                                |          |          |         |      |
|                | 27 Ene 2023                   | JUNTOS refundados como Coalición Azul                                 | JUNTOS refundados como Coalición Azul                                 | JUNTOS refundados como Coalición Azul                                 | JUNTOS refundados como Coalición Azul                                 | JUNTOS refundados como Coalición Azul                                 | JUNTOS refundados como Coalición Azul                                 | JUNTOS refundados como Coalición Azul                                 | JUNTOS refundados como Coalición Azul                                 | JUNTOS refundados como Coalición Azul                                 | JUNTOS refundados como Coalición Azul                                 | JUNTOS refundados como Coalición Azul                                 | JUNTOS refundados como Coalición Azul                                 | JUNTOS refundados como Coalición Azul                                 | JUNTOS refundados como Coalición Azul                                 | JUNTOS refundados como Coalición Azul                                 | JUNTOS refundados como Coalición Azul                                 | JUNTOS refundados como Coalición Azul                                 | JUNTOS refundados como Coalición Azul                                 | JUNTOS refundados como Coalición Azul                                 | JUNTOS refundados como Coalición Azul                                 |          |          |         |      |
|                | 21 Ene 2023                   | Referéndum constitucional de Eslovaquia de 2023                       | Referéndum constitucional de Eslovaquia de 2023                       | Referéndum constitucional de Eslovaquia de 2023                       | Referéndum constitucional de Eslovaquia de 2023                       | Referéndum constitucional de Eslovaquia de 2023                       | Referéndum constitucional de Eslovaquia de 2023                       | Referéndum constitucional de Eslovaquia de 2023                       | Referéndum constitucional de Eslovaquia de 2023                       | Referéndum constitucional de Eslovaquia de 2023                       | Referéndum constitucional de Eslovaquia de 2023                       | Referéndum constitucional de Eslovaquia de 2023                       | Referéndum constitucional de Eslovaquia de 2023                       | Referéndum constitucional de Eslovaquia de 2023                       | Referéndum constitucional de Eslovaquia de 2023                       | Referéndum constitucional de Eslovaquia de 2023                       | Referéndum constitucional de Eslovaquia de 2023                       | Referéndum constitucional de Eslovaquia de 2023                       | Referéndum constitucional de Eslovaquia de 2023                       | Referéndum constitucional de Eslovaquia de 2023                       | Referéndum constitucional de Eslovaquia de 2023                       |          |          |         |      |
| Ipsos          | 18–20 Ene 2023                | 1,010                                                                 | 8.1%                                                                  | 2.0%                                                                  | 13.6%                                                                 | 8.0%                                                                  | 3.2%                                                                  | 12.6%                                                                 | 6.9%                                                                  | 6.5%                                                                  | –                                                                     | 3.2%                                                                  | 3.2%                                                                  | 3.2%                                                                  | –                                                                     | –                                                                     | 2.9%                                                                  | –                                                                     | 18.2%                                                                 | 8.1%                                                                  | –                                                                     |          |          |         |      |
| AKO            | 10–16 Ene 2023                | 1,000                                                                 | 8.7% 15                                                               | 2.9% 0                                                                | 15.9% 28                                                              | 6.8% 12                                                               | 1.9% 0                                                                | 13.2% 24                                                              | 9.1% 16                                                               | 6.2% 11                                                               | 1.9% 0                                                                | 2.1% 0                                                                | 2.1% 0                                                                | 2.1% 0                                                                | –                                                                     | 0.1% 0                                                                | 4.1% 0                                                                | 0.6% 0                                                                | 17.6% 31                                                              | 7.3% 13                                                               | 1.6%                                                                  |          |          |         |      |
| Median         | 19–23 Dic 2022                | 1,006                                                                 | 6.3%                                                                  | 2.0%                                                                  | 16.7%                                                                 | 6.0%                                                                  | 2.0%                                                                  | 14.1%                                                                 | 6.5%                                                                  | 6.1%                                                                  | –                                                                     | 2.7%                                                                  | 2.7%                                                                  | 2.7%                                                                  | –                                                                     | –                                                                     | –                                                                     | –                                                                     | 19.1%                                                                 | 9.6%                                                                  | –                                                                     |          |          |         |      |

#### 2022
| Encuestadora   | Fecha                 | Muestra                                                                    | OĽaNO                                                                      | SMER-SD                                                                    | SR                                                                         | ĽSNS                                                                       | PS-SPOLU                                                                   | PS-SPOLU                                                                   | SaS                                                                        | ZĽ                                                                         | KDH                                                                        |                                                                            | ALI                                                                        | ALI                                                                        | ALI                                                                        | SNS                                                                        | DV                                                                         | HLAS-SD                                                                    | REP                                                                        | Otros                                                                      |      |       |      |      |
| Encuestadora   | Fecha                 | Muestra                                                                    | OĽaNO                                                                      | SMER-SD                                                                    | SR                                                                         | ĽSNS                                                                       | PS                                                                         | SPOLU                                                                      | SaS                                                                        | ZĽ                                                                         | KDH                                                                        | MKÖ-MKS                                                                    | MKÖ-MKS                                                                    | MKÖ-MKS                                                                    | M-H                                                                        | SNS                                                                        | DV                                                                         | HLAS-SD                                                                    | REP                                                                        | Otros                                                                      |      |       |      |      |
| Encuestadora   | Fecha                 | Muestra                                                                    | OĽaNO                                                                      | SMER-SD                                                                    | SR                                                                         | ĽSNS                                                                       | PS                                                                         | SPOLU                                                                      | SaS                                                                        | ZĽ                                                                         | KDH                                                                        | MF                                                                         | SMK-MKP                                                                    | Ö-S                                                                        | M-H                                                                        | SNS                                                                        | DV                                                                         | HLAS-SD                                                                    | REP                                                                        | Otros                                                                      |      |       |      |      |
| -------------- | --------------------- | -------------------------------------------------------------------------- | -------------------------------------------------------------------------- | -------------------------------------------------------------------------- | -------------------------------------------------------------------------- | -------------------------------------------------------------------------- | -------------------------------------------------------------------------- | -------------------------------------------------------------------------- | -------------------------------------------------------------------------- | -------------------------------------------------------------------------- | -------------------------------------------------------------------------- | -------------------------------------------------------------------------- | -------------------------------------------------------------------------- | -------------------------------------------------------------------------- | -------------------------------------------------------------------------- | -------------------------------------------------------------------------- | -------------------------------------------------------------------------- | -------------------------------------------------------------------------- | -------------------------------------------------------------------------- | -------------------------------------------------------------------------- | ---- | ----- | ---- | ---- |
| Encuestadora   | Fecha                 | Muestra                                                                    | Focus                                                                      | 16–20 Dic 2022                                                             | 1,180                                                                      | 7.4%                                                                       | 16.6%                                                                      | 8.2%                                                                       | 3.1%                                                                       | 12.8%                                                                      | 1.0%                                                                       | 5.6%                                                                       | 2.2%                                                                       | 5.9%                                                                       | 1.1%                                                                       | 4.4%                                                                       | 4.4%                                                                       | 4.4%                                                                       | 3.4%                                                                       | Otros                                                                      | 1.1% | 19.0% | 6.9% | 1.3% |
|                | 15 Dic 2022           | El gabinete de Heger pierde el voto de censura                             | El gabinete de Heger pierde el voto de censura                             | El gabinete de Heger pierde el voto de censura                             | El gabinete de Heger pierde el voto de censura                             | El gabinete de Heger pierde el voto de censura                             | El gabinete de Heger pierde el voto de censura                             | El gabinete de Heger pierde el voto de censura                             | El gabinete de Heger pierde el voto de censura                             | El gabinete de Heger pierde el voto de censura                             | El gabinete de Heger pierde el voto de censura                             | El gabinete de Heger pierde el voto de censura                             | El gabinete de Heger pierde el voto de censura                             | El gabinete de Heger pierde el voto de censura                             | El gabinete de Heger pierde el voto de censura                             | El gabinete de Heger pierde el voto de censura                             | El gabinete de Heger pierde el voto de censura                             | El gabinete de Heger pierde el voto de censura                             | El gabinete de Heger pierde el voto de censura                             | El gabinete de Heger pierde el voto de censura                             |      |       |      |      |
| Ako            | 6–12 Dic 2022         | 1,000                                                                      | 8.0%                                                                       | 16.1%                                                                      | 7.7%                                                                       | 1.7%                                                                       | 11.8%                                                                      | 0.2%                                                                       | 9.9%                                                                       | 1.7%                                                                       | 5.5%                                                                       | 1.3%                                                                       | 3.1%                                                                       | 3.1%                                                                       | 3.1%                                                                       | 4.0%                                                                       | 0.9%                                                                       | 20.2%                                                                      | 6.6%                                                                       | 1.4%                                                                       |      |       |      |      |
| Focus          | 30 Nov–7 Dic 2022     | 1,007                                                                      | 7.0%                                                                       | 15.8%                                                                      | 7.3%                                                                       | 3.0%                                                                       | 10.3%                                                                      | 0.7%                                                                       | 7.7%                                                                       | 2.7%                                                                       | 6.0%                                                                       | 1.6%                                                                       | 5.1%                                                                       | 5.1%                                                                       | 5.1%                                                                       | 3.7%                                                                       | 1.1%                                                                       | 19.9%                                                                      | 7.9%                                                                       | 0.2%                                                                       |      |       |      |      |
| Polis Slovakia | 25–30 Nov 2022        | 1,058                                                                      | 6.1%                                                                       | 20.0%                                                                      | 5.5%                                                                       | 2.1%                                                                       | 8.8%                                                                       | –                                                                          | 7.0%                                                                       | 3.1%                                                                       | 5.0%                                                                       | –                                                                          | 4.8%                                                                       | 4.8%                                                                       | 4.8%                                                                       | 3.6%                                                                       | 2.9%                                                                       | 20.1%                                                                      | 7.2%                                                                       | 3.8%                                                                       |      |       |      |      |
| Ipsos          | 22–28 Nov 2022        | 1,023                                                                      | 8.0%                                                                       | 15.6%                                                                      | 7.0%                                                                       | 2.9%                                                                       | 10.4%                                                                      | –                                                                          | 7.8%                                                                       | 3.4%                                                                       | 7.4%                                                                       | –                                                                          | 3.8%                                                                       | 3.8%                                                                       | 3.8%                                                                       | 2.6%                                                                       | –                                                                          | 19.7%                                                                      | 6.0%                                                                       | 5.4%                                                                       |      |       |      |      |
| AKO            | 8–11 Nov 2022         | 1,000                                                                      | 7.5%                                                                       | 16.0%                                                                      | 6.9%                                                                       | 1.9%                                                                       | 11.5%                                                                      | 0.4%                                                                       | 10.8%                                                                      | 1.9%                                                                       | 6.1%                                                                       | 1.8%                                                                       | 2.6%                                                                       | 2.6%                                                                       | 2.6%                                                                       | 4.2%                                                                       | 1.5%                                                                       | 19.5%                                                                      | 6.3%                                                                       | 1.1%                                                                       |      |       |      |      |
| Median         | 25 Oct–8 Nov 2022     | 1,011                                                                      | 3.9%                                                                       | 14.2%                                                                      | 5.8%                                                                       | 3.9%                                                                       | 9.8%                                                                       | –                                                                          | 6.5%                                                                       | 2.4%                                                                       | 5.8%                                                                       | –                                                                          | –                                                                          | –                                                                          | –                                                                          | –                                                                          | –                                                                          | 18.6%                                                                      | 11.8%                                                                      | 17.3%                                                                      |      |       |      |      |
| Ipsos          | 18–21 Oct 2022        | 1,018                                                                      | 7.9%                                                                       | 14.8%                                                                      | 7.5%                                                                       | 2.6%                                                                       | 10.9%                                                                      | 1.0%                                                                       | 8.5%                                                                       | 2.8%                                                                       | 6.5%                                                                       | 1.0%                                                                       | 2.9%                                                                       | 2.9%                                                                       | 2.9%                                                                       | 3.0%                                                                       | 1.1%                                                                       | 20.2%                                                                      | 6.8%                                                                       | 2.5%                                                                       |      |       |      |      |
| Focus          | 21–27 Sep 2022        | 1,009                                                                      | 7.2% 13                                                                    | 15.3% 28                                                                   | 7.0% 13                                                                    | 2.9% 0                                                                     | 9.6% 18                                                                    | 0.7% 0                                                                     | 8.2% 15                                                                    | 2.4% 0                                                                     | 6.2% 11                                                                    | 1.7% 0                                                                     | 4.6% 0                                                                     | 4.6% 0                                                                     | 4.6% 0                                                                     | 3.9% 0                                                                     | 1.5% 0                                                                     | 20.3%38                                                                    | 7.8% 14                                                                    |                                                                            |      |       |      |      |
| Ipsos          | 14–20 Sep 2022        | 1,018                                                                      | 7.8%                                                                       | 15.5%                                                                      | 7.5%                                                                       | 2.7%                                                                       | 11.6%                                                                      | –                                                                          | 9.3%                                                                       | 1.7%                                                                       | 6.5%                                                                       | –                                                                          | 2.1%                                                                       | 2.1%                                                                       | 2.1%                                                                       | 2.8%                                                                       | –                                                                          | 18.3%                                                                      | 7.0%                                                                       | 7.2%                                                                       |      |       |      |      |
| AKO            | 8 Sep–14 Sep 2022     | 1000                                                                       | 7.9% 14                                                                    | 15.0% 27                                                                   | 7.6% 13                                                                    | 2.3% 0                                                                     | 10.0% 18                                                                   |                                                                            | 12.9% 23                                                                   | 2.3% 0                                                                     | 6.2% 11                                                                    |                                                                            | 2.7% 0                                                                     | 2.7% 0                                                                     | 2.7% 0                                                                     | 4.2% 0                                                                     | 1.0% 0                                                                     | 19.3% 35                                                                   | 5.2% 9                                                                     | 4.4%                                                                       |      |       |      |      |
| Polis Slovakia | 28 Ago–4 Sep 2022     | 1,003                                                                      | 6.1% 11                                                                    | 19.1% 34                                                                   | 6.9% 12                                                                    | 3.4% 0                                                                     | 7.1% 13                                                                    | 0.2% 0                                                                     | 15.6% 28                                                                   |                                                                            | 5.1% 9                                                                     |                                                                            | 4.5% 0                                                                     | 4.5% 0                                                                     | 4.5% 0                                                                     | 3.4% 0                                                                     | 2.2% 0                                                                     | 17.0% 31                                                                   | 7.1% 13                                                                    | 2.3%                                                                       |      |       |      |      |
| AKO            | 15–18 Ago 2022        | 1,000                                                                      | 8.4%                                                                       | 14.9%                                                                      | 6.6%                                                                       | 2.1%                                                                       | 9.9%                                                                       | –                                                                          | 13.1%                                                                      | 2.1%                                                                       | 6.9%                                                                       | –                                                                          | 2.5%                                                                       | 2.5%                                                                       | 2.5%                                                                       | 4.1%                                                                       | 1.2%                                                                       | 19.2%                                                                      | 5.3%                                                                       | 3.7%                                                                       |      |       |      |      |
| Ipsos          | 29 Jul–8 Ago 2022     | 1,038                                                                      | 7.8%                                                                       | 15.5%                                                                      | 6.4%                                                                       | 2.9%                                                                       | 11.4%                                                                      | –                                                                          | 12.2%                                                                      | 3.0%                                                                       | 6.3%                                                                       | –                                                                          | 2.1%                                                                       | 2.1%                                                                       | 2.1%                                                                       | 2.3%                                                                       | –                                                                          | 17.2%                                                                      | 7.3%                                                                       | 5.6%                                                                       |      |       |      |      |
| AKO            | 7–14 Jul 2022         | 1,000                                                                      | 9.2% 16                                                                    | 14.6% 25                                                                   | 6.0% 10                                                                    | 1.5% 0                                                                     | 9.8% 17                                                                    |                                                                            | 14.7% 26                                                                   | 2.2% 0                                                                     | 7.2% 12                                                                    | 1.8% 0                                                                     | 1.1% 0                                                                     | 1.1% 0                                                                     | 1.1% 0                                                                     | 4.1% 0                                                                     | 1.5% 0                                                                     | 20.0% 35                                                                   | 5.4% 9                                                                     | 8.3%                                                                       |      |       |      |      |
|                | 6 Jul 2022            | SaS pone fin a su acuerdo de coalición con los demás partidos de gobierno. | SaS pone fin a su acuerdo de coalición con los demás partidos de gobierno. | SaS pone fin a su acuerdo de coalición con los demás partidos de gobierno. | SaS pone fin a su acuerdo de coalición con los demás partidos de gobierno. | SaS pone fin a su acuerdo de coalición con los demás partidos de gobierno. | SaS pone fin a su acuerdo de coalición con los demás partidos de gobierno. | SaS pone fin a su acuerdo de coalición con los demás partidos de gobierno. | SaS pone fin a su acuerdo de coalición con los demás partidos de gobierno. | SaS pone fin a su acuerdo de coalición con los demás partidos de gobierno. | SaS pone fin a su acuerdo de coalición con los demás partidos de gobierno. | SaS pone fin a su acuerdo de coalición con los demás partidos de gobierno. | SaS pone fin a su acuerdo de coalición con los demás partidos de gobierno. | SaS pone fin a su acuerdo de coalición con los demás partidos de gobierno. | SaS pone fin a su acuerdo de coalición con los demás partidos de gobierno. | SaS pone fin a su acuerdo de coalición con los demás partidos de gobierno. | SaS pone fin a su acuerdo de coalición con los demás partidos de gobierno. | SaS pone fin a su acuerdo de coalición con los demás partidos de gobierno. | SaS pone fin a su acuerdo de coalición con los demás partidos de gobierno. | SaS pone fin a su acuerdo de coalición con los demás partidos de gobierno. |      |       |      |      |
| Focus          | 20–27 Jun 2022        | 1,005                                                                      | 7.1% 13                                                                    | 14.4% 26                                                                   | 7.6% 14                                                                    | 3.3% 0                                                                     | 9.1% 17                                                                    | 1.0% 0                                                                     | 9.6% 18                                                                    | 2.1% 0                                                                     | 6.7% 12                                                                    | 1.8% 0                                                                     | 4.1% 0                                                                     | 4.1% 0                                                                     | 4.1% 0                                                                     | 4.0% 0                                                                     | 1.2% 0                                                                     | 20.5% 38                                                                   | 6.8% 12                                                                    | 8.7%                                                                       |      |       |      |      |
| AKO            | 7–10 Jun 2022         | 1,000                                                                      | 8.5% 15                                                                    | 14.8% 26                                                                   | 5.7% 10                                                                    | 1.8% 0                                                                     | 9.9% 17                                                                    |                                                                            | 14.3% 25                                                                   | 2.2% 0                                                                     | 7.3% 13                                                                    | 1.9% 0                                                                     | 1.9% 0                                                                     | 1.9% 0                                                                     | 1.9% 0                                                                     | 4.2% 0                                                                     |                                                                            | 20.2% 35                                                                   | 5.2% 9                                                                     | 8.2%                                                                       |      |       |      |      |
| Focus          | 25–31 de mayo de 2022 | 1,008                                                                      | 8.1% 15                                                                    | 14.9% 27                                                                   | 5.6% 10                                                                    | 2.8% 0                                                                     | 9.1% 17                                                                    | 1.1% 0                                                                     | 11.1% 20                                                                   | 3.1% 0                                                                     | 6.5% 12                                                                    | 1.1% 0                                                                     | 3.7% 0                                                                     | 3.7% 0                                                                     | 3.7% 0                                                                     | 3.7% 0                                                                     | 1.4% 0                                                                     | 20.3% 37                                                                   | 6.8% 12                                                                    | 8.0%                                                                       |      |       |      |      |
| AKO            | 10–16 de mayo de 2022 | 1,000                                                                      | 10.7% 18                                                                   | 13.5% 24                                                                   | 6.1% 10                                                                    | 1.1% 0                                                                     | 9.7% 17                                                                    |                                                                            | 14.3% 25                                                                   | 2.1% 0                                                                     | 7.7% 13                                                                    | 2.0% 0                                                                     | 2.4% 0                                                                     | 2.4% 0                                                                     | 2.4% 0                                                                     | 4.0% 0                                                                     | 1.5% 0                                                                     | 18.2% 32                                                                   | 6.2% 11                                                                    | 8.0%                                                                       |      |       |      |      |
| Polis Slovakia | 18–23 Abr 2022        | 1,003                                                                      | 7.8% 13                                                                    | 17.9% 31                                                                   | 7.2% 12                                                                    | 3.1% 0                                                                     | 5.7% 10                                                                    | 0.5% 0                                                                     | 13.2% 23                                                                   | 1.0% 0                                                                     | 5.3% 9                                                                     |                                                                            | 6.1% 11                                                                    | 6.1% 11                                                                    | 6.1% 11                                                                    | 3.1% 0                                                                     | 2.8% 0                                                                     | 17.9% 31                                                                   | 6.0% 10                                                                    | 8.8%                                                                       |      |       |      |      |
| AKO            | 5–11 Abr 2022         | 1,000                                                                      | 8.9% 16                                                                    | 14.5% 26                                                                   | 6.6% 12                                                                    | 3.0% 0                                                                     | 8.7% 15                                                                    | 0.6% 0                                                                     | 14.0% 25                                                                   | 2.0% 0                                                                     | 6.5% 11                                                                    | 2.1% 0                                                                     | 2.6% 0                                                                     | 2.6% 0                                                                     | 2.6% 0                                                                     | 3.9% 0                                                                     | 0.9% 0                                                                     | 18.9% 34                                                                   | 6.2% 11                                                                    | 8.1%                                                                       |      |       |      |      |
| Focus          | 30 Mar–6 Abr 2022     | 1,007                                                                      | 8.1% 15                                                                    | 15.1% 28                                                                   | 7.5% 14                                                                    | 4.5% 0                                                                     | 7.3% 14                                                                    | 0.6% 0                                                                     | 10.3% 19                                                                   | 2.5% 0                                                                     | 6.3% 12                                                                    | 1.6% 0                                                                     | 4.4% 0                                                                     | 4.4% 0                                                                     | 4.4% 0                                                                     | 3.6% 0                                                                     | 1.9% 0                                                                     | 19.0% 35                                                                   | 6.9% 13                                                                    | 8.1%                                                                       |      |       |      |      |
| Median         | 1–3 Mar 2022          | 1,000                                                                      | 10.7%                                                                      | 14.1%                                                                      | 6.7%                                                                       | 2.3%                                                                       | 11.0%                                                                      | 1.6%                                                                       | 13.2%                                                                      | 2.8%                                                                       | 6.8%                                                                       |                                                                            | 2.9%                                                                       | 2.9%                                                                       | 2.9%                                                                       | 1.1%                                                                       | 2.0%                                                                       | 14.1%                                                                      | 7.0%                                                                       | 8.4%                                                                       |      |       |      |      |
| Focus          | 22 Feb–1 Mar 2022     | 1,003                                                                      | 7.8% 14                                                                    | 15.6% 29                                                                   | 6.3% 12                                                                    | 3.8% 0                                                                     | 8.1% 15                                                                    |                                                                            | 12.0% 22                                                                   | 2.7% 0                                                                     | 6.0% 11                                                                    |                                                                            | 4.6% 0                                                                     | 4.6% 0                                                                     | 4.6% 0                                                                     | 3.8% 0                                                                     | 1.1% 0                                                                     | 18.5% 34                                                                   | 7.0% 13                                                                    | 7.6%                                                                       |      |       |      |      |
| AKO            | 8–14 Feb 2022         | 1,000                                                                      | 8.0% 14                                                                    | 14.5% 26                                                                   | 6.9% 12                                                                    | 2.5% 0                                                                     | 8.7% 16                                                                    | 1.2% 0                                                                     | 14.2% 22                                                                   | 2.3% 0                                                                     | 7.2% 13                                                                    | 0.3% 0                                                                     | 4.1% 0                                                                     | 4.1% 0                                                                     | 4.1% 0                                                                     | 3.8% 0                                                                     | 1.2% 0                                                                     | 17.5% 31                                                                   | 6.9% 12                                                                    | 7.2%                                                                       |      |       |      |      |
| Median         | 27 Jan–1 Feb 2022     | 1,006                                                                      | 9.5%                                                                       | 15.6%                                                                      | 5.7%                                                                       | 4.1%                                                                       | 10.6%                                                                      | 0.9%                                                                       | 13.5%                                                                      | 2.5%                                                                       | 5.0%                                                                       |                                                                            | 3.4%                                                                       | 3.4%                                                                       | 3.4%                                                                       | 3.3%                                                                       |                                                                            | 13.5%                                                                      | 5.6%                                                                       | 11.0%                                                                      |      |       |      |      |
| Focus          | 19–26 Jan 2022        | 1,017                                                                      | 8.0% 14                                                                    | 16.3% 30                                                                   | 6.1% 11                                                                    | 4.3% 0                                                                     | 8.3% 15                                                                    | 0.7% 0                                                                     | 11.1% 21                                                                   | 3.0% 0                                                                     | 5.8% 11                                                                    |                                                                            | 4.4% 0                                                                     | 4.4% 0                                                                     | 4.4% 0                                                                     | 3.9% 0                                                                     |                                                                            | 17.8% 33                                                                   | 7.8% 14                                                                    | 7.1%                                                                       |      |       |      |      |

#### 2021
| Encuestadora       | Fecha                 | Muestra                                                                                                   | OĽaNO | SMER-SD                                                                                                   | SR | ĽSNS | PS-SPOLU                                                                                                  | PS-SPOLU                                                                                                  | SaS | ZĽ | KDH | | ALI | ALI | ALI | SNS | DV | HLAS-SD                                                                                                   | REP | Others |        |          |         |      |
| Encuestadora       | Fecha                 | Muestra                                                                                                   | OĽaNO | SMER-SD                                                                                                   | SR | ĽSNS | PS | SPOLU | SaS | ZĽ | KDH | MKÖ-MKS                                                                                                   | MKÖ-MKS                                                                                                   | MKÖ-MKS                                                                                                   | M-H | SNS | DV | HLAS-SD                                                                                                   | REP | Others |        |          |         |      |
| Encuestadora       | Fecha                 | Muestra                                                                                                   | OĽaNO | SMER-SD                                                                                                   | SR | ĽSNS | PS | SPOLU | SaS | ZĽ | KDH | MF | SMK-MKP                                                                                                   | Ö-S | M-H | SNS | DV | HLAS-SD                                                                                                   | REP | Others |        |          |         |      |
| ------------------ | --------------------- | --- | --- | --- | --- | --- | --- | --- | --- | --- | --- | --- | --- | --- | --- | --- | --- | --- | --- | --- | ------ | -------- | ------- | ---- |
| Encuestadora       | Fecha                 | Muestra                                                                                                   | AKO | 10–17 Ene 2022                                                                                            | 1,000 | 9.3% 17                                                                                                   | 13.8% 25                                                                                                  | 6.5% 12                                                                                                   | 2.9% 0 | 8.5% 15                                                                                                   | 0.8% 0 | 14.2% 25                                                                                                  | 2.2% 0 | 6.0% 11                                                                                                   | 0.5% 0 | 4.0% 0 | 4.0% 0 | 4.0% 0 | 3.6% 0 | Others | 2.0% 0 | 18.0% 33 | 6.2% 11 | 8.4% |
| AKO                | 7–12 Dic 2021         | 1,000 | 9.0% 16                                                                                                   | 13.7% 25                                                                                                  | 6.5% 12                                                                                                   | 3.4% 0 | 8.6% 15                                                                                                   | | 13.9% 25                                                                                                  | 2.4% 0 | 6.0% 11                                                                                                   | | 3.7% 0 | 3.7% 0 | 3.7% 0 | 3.6% 0 | 2.2% 0 | 19.0% 35                                                                                                  | 5.9% 11                                                                                                   | 7.9% |        |          |         |      |
| Focus              | 16–23 Nov 2021        | 1,005 | 7.9% 15                                                                                                   | 15.0% 28                                                                                                  | 6.1% 11                                                                                                   | 4.8% 0 | 7.7% 14                                                                                                   | 1.0% 0 | 11.5% 22                                                                                                  | 2.1% 0 | 6.1% 11                                                                                                   | | 4.4% 0 | 4.4% 0 | 4.4% 0 | 3.6% 0 | 2.1% 0 | 19.2% 36                                                                                                  | 6.8% 13                                                                                                   | 8.4% |        |          |         |      |
| AKO                | 8–16 Nov 2021         | 1,000 | 9.7% 18                                                                                                   | 13.0% 24                                                                                                  | 6.8% 13                                                                                                   | 3.5% 0 | 8.7% 16                                                                                                   | 0.9% 0 | 13.6% 25                                                                                                  | 2.2% 0 | 5.4% 10                                                                                                   | 1.0% 0 | 4.2% 0 | 4.2% 0 | 4.2% 0 | 3.6% 0 | 2.3% 0 | 18.5% 34                                                                                                  | 5.6% 10                                                                                                   | 8.8% |        |          |         |      |
| Focus              | 20–27 Oct 2021        | 1,009 | 8.4% 15                                                                                                   | 15.5% 27                                                                                                  | 6.3% 11                                                                                                   | 3.8% 0 | 6.9% 12                                                                                                   | 1.1% 0 | 12.2% 21                                                                                                  | 2.8% 0 | 6.1% 11                                                                                                   | | 5.2% 9 | 5.2% 9 | 5.2% 9 | 3.3% 0 | 2.2% 0 | 19.3% 34                                                                                                  | 5.5% 10                                                                                                   | 8.0% |        |          |         |      |
| Actly              | 17–20 Oct 2021        | 1,006 | 6.8% 12                                                                                                   | 17.7% 32                                                                                                  | 9.4% 17                                                                                                   | 2.4% 0 | 5.9% 11                                                                                                   | 1.0% 0 | 10.5% 19                                                                                                  | 2.8% 0 | 5.9% 11                                                                                                   | | 3.9% 0 | 3.9% 0 | 3.9% 0 | 3.1% 0 | 2.0% 0 | 21.0% 43                                                                                                  | 5.1% 9 | 8.6% |        |          |         |      |
| AKO                | 4–7 Oct 2021          | 1,000 | 9.2% 17                                                                                                   | 13.8% 25                                                                                                  | 7.4% 13                                                                                                   | 2.3% 0 | 8.6% 16                                                                                                   | 1.2% 0 | 14.5% 26                                                                                                  | 2.1% 0 | 5.9% 11                                                                                                   | 0.5% 0 | 4.5% 0 | 4.5% 0 | 4.5% 0 | 3.6% 0 | 1.8% 0 | 18.2% 33                                                                                                  | 5.0% 9 | 8.5% |        |          |         |      |
| AKO                | 6–13 Sep 2021         | 1,000 | 9.9% 18                                                                                                   | 13.9% 25                                                                                                  | 6.8% 12                                                                                                   | 2.7% 0 | 8.7% 15                                                                                                   | 0.8% 0 | 14.5% 26                                                                                                  | 1.7% 0 | 6.6% 12                                                                                                   | 1.1% 0 | 3.8% 0 | 3.8% 0 | 3.8% 0 | 3.5% 0 | 0.9% 0 | 18.8% 33                                                                                                  | 5.2% 9 | 7.4% |        |          |         |      |
| Focus              | 1–7 Sep 2021          | 1,002 | 8.2% 14                                                                                                   | 14.4% 25                                                                                                  | 6.7% 12                                                                                                   | 4.6% 0 | 7.0% 12                                                                                                   | | 11.7% 21                                                                                                  | 2.2% 0 | 6.1% 11                                                                                                   | | 5.5% 10                                                                                                   | 5.5% 10                                                                                                   | 5.5% 10                                                                                                   | | | 18.5% 33                                                                                                  | 6.8% 12                                                                                                   | 8.3% |        |          |         |      |
| Median             | 31 Ago–6 Sep 2021     | 1,018 | 10.0% | 12.7% | 7.2% | 3.3% | 8.6% | | 12.3% | 3.9% | 4.8% | | 4.8% | 4.8% | 4.8% | | | 16.3% | 5.4% | 10.7% |        |          |         |      |
| AKO                | 10–15 Aug 2021        | 1,000 | 9.8% 19                                                                                                   | 11.3% 22                                                                                                  | 6.6% 13                                                                                                   | 3.9% 0 | 8.9% 17                                                                                                   | 1.2% 0 | 14.7% 29                                                                                                  | 3.0% 0 | 6.3% 12                                                                                                   | 0.5% 0 | 3.3% 0 | 3.3% 0 | 3.3% 0 | 3.5% 0 | 1.5% 0 | 19.5% 38                                                                                                  | 4.5% 0 | 8.2% |        |          |         |      |
| AKO                | 6–12 Jul 2021         | 1,000 | 8.8% | 10.9% | 7.8% | 3.5% | 8.4% | 1.9% | 13.8% | 3.1% | 6.2% | 0.7% | 4.3% | 4.3% | 4.3% | 3.4% | 1.9% | 20.8% | 3.8% | |        |          |         |      |
|                    | 7 Jul 2021            | El Tribunal Constitucional declara inconstitucional el referéndum electoral anticipado de la oposición    | El Tribunal Constitucional declara inconstitucional el referéndum electoral anticipado de la oposición    | El Tribunal Constitucional declara inconstitucional el referéndum electoral anticipado de la oposición    | El Tribunal Constitucional declara inconstitucional el referéndum electoral anticipado de la oposición    | El Tribunal Constitucional declara inconstitucional el referéndum electoral anticipado de la oposición    | El Tribunal Constitucional declara inconstitucional el referéndum electoral anticipado de la oposición    | El Tribunal Constitucional declara inconstitucional el referéndum electoral anticipado de la oposición    | El Tribunal Constitucional declara inconstitucional el referéndum electoral anticipado de la oposición    | El Tribunal Constitucional declara inconstitucional el referéndum electoral anticipado de la oposición    | El Tribunal Constitucional declara inconstitucional el referéndum electoral anticipado de la oposición    | El Tribunal Constitucional declara inconstitucional el referéndum electoral anticipado de la oposición    | El Tribunal Constitucional declara inconstitucional el referéndum electoral anticipado de la oposición    | El Tribunal Constitucional declara inconstitucional el referéndum electoral anticipado de la oposición    | El Tribunal Constitucional declara inconstitucional el referéndum electoral anticipado de la oposición    | El Tribunal Constitucional declara inconstitucional el referéndum electoral anticipado de la oposición    | El Tribunal Constitucional declara inconstitucional el referéndum electoral anticipado de la oposición    | El Tribunal Constitucional declara inconstitucional el referéndum electoral anticipado de la oposición    | El Tribunal Constitucional declara inconstitucional el referéndum electoral anticipado de la oposición    | El Tribunal Constitucional declara inconstitucional el referéndum electoral anticipado de la oposición    |        |          |         |      |
| AKO                | 7–11 Jun 2021         | 1,000 | 9.0% | 10.6% | 7.8% | 3.0% | 8.3% | 1.6% | 13.9% | 3.6% | 5.3% | 1.4% | 5.2% | 5.2% | 5.2% | 3.1% | 2.5% | 21.0% | 2.8% | |        |          |         |      |
| Focus              | 2–9 Jun 2021          | 1,011 | 8.2% | 12.0% | 7.6% | 4.8% | 6.3% | 1.5% | 12.8% | 3.4% | 5.8% | 0.5% | 5.7% | 5.7% | 5.7% | 3.2% | 1.3% | 21.6% | 4.6% | |        |          |         |      |
| Focus              | 11–19 de mayo de 2021 | 1,008 | 8.8% | 11.8% | 7.2% | 4.9% | 6.1% | 1.3% | 12.3% | 3.5% | 5.7% | 0.9% | 4.8% | 4.8% | 4.8% | 3.4% | 1.4% | 22.4% | 4.5% | |        |          |         |      |
| AKO                | 13–17 de mayo de 2021 | 1,000 | 9.9% | 9.6% | 7.4% | 2.1% | 8.5% | 1.6% | 13.8% | 4.0% | 5.0% | 0.6% | 5.3 | 5.3 | 5.3 | 1.6% | 3.0% | 22.5% | 3.5% | |        |          |         |      |
| AKO                | 12–17 Abr 2021        | 1,000 | 10.0% | 9.2% | 7.4% | 2.9% | 8.3% | 0.9% | 13.8% | 4.3% | 4.5% | 0.5% | 4.2% | 4.2% | 4.2% | 3.3% | 3.1% | 23.9% | 3.1% | |        |          |         |      |
| Focus              | 31 Mar–7 Abr 2021     | 1,001 | 9.2% | 10.9% | 7.4% | 4.3% | 6.2% | 0.8% | 11.2% | 4.8% | 5.7% | 0.5% | 5.0% | 5.0% | 5.0% | 3.4% | 1.8% | 22.3% | 4.7% | |        |          |         |      |
|                    | 1 Abr 2021            | Nombramiento del Gabinete de Heger tras el acuerdo de los socios gubernamentales originales               | Nombramiento del Gabinete de Heger tras el acuerdo de los socios gubernamentales originales               | Nombramiento del Gabinete de Heger tras el acuerdo de los socios gubernamentales originales               | Nombramiento del Gabinete de Heger tras el acuerdo de los socios gubernamentales originales               | Nombramiento del Gabinete de Heger tras el acuerdo de los socios gubernamentales originales               | Nombramiento del Gabinete de Heger tras el acuerdo de los socios gubernamentales originales               | Nombramiento del Gabinete de Heger tras el acuerdo de los socios gubernamentales originales               | Nombramiento del Gabinete de Heger tras el acuerdo de los socios gubernamentales originales               | Nombramiento del Gabinete de Heger tras el acuerdo de los socios gubernamentales originales               | Nombramiento del Gabinete de Heger tras el acuerdo de los socios gubernamentales originales               | Nombramiento del Gabinete de Heger tras el acuerdo de los socios gubernamentales originales               | Nombramiento del Gabinete de Heger tras el acuerdo de los socios gubernamentales originales               | Nombramiento del Gabinete de Heger tras el acuerdo de los socios gubernamentales originales               | Nombramiento del Gabinete de Heger tras el acuerdo de los socios gubernamentales originales               | Nombramiento del Gabinete de Heger tras el acuerdo de los socios gubernamentales originales               | Nombramiento del Gabinete de Heger tras el acuerdo de los socios gubernamentales originales               | Nombramiento del Gabinete de Heger tras el acuerdo de los socios gubernamentales originales               | Nombramiento del Gabinete de Heger tras el acuerdo de los socios gubernamentales originales               | Nombramiento del Gabinete de Heger tras el acuerdo de los socios gubernamentales originales               |        |          |         |      |
|                    | 3–28 Mar 2021         | Crisis gubernamental tras el llamado del gobierno SaS y ZĽ a la renuncia del primer ministro Igor Matovič | Crisis gubernamental tras el llamado del gobierno SaS y ZĽ a la renuncia del primer ministro Igor Matovič | Crisis gubernamental tras el llamado del gobierno SaS y ZĽ a la renuncia del primer ministro Igor Matovič | Crisis gubernamental tras el llamado del gobierno SaS y ZĽ a la renuncia del primer ministro Igor Matovič | Crisis gubernamental tras el llamado del gobierno SaS y ZĽ a la renuncia del primer ministro Igor Matovič | Crisis gubernamental tras el llamado del gobierno SaS y ZĽ a la renuncia del primer ministro Igor Matovič | Crisis gubernamental tras el llamado del gobierno SaS y ZĽ a la renuncia del primer ministro Igor Matovič | Crisis gubernamental tras el llamado del gobierno SaS y ZĽ a la renuncia del primer ministro Igor Matovič | Crisis gubernamental tras el llamado del gobierno SaS y ZĽ a la renuncia del primer ministro Igor Matovič | Crisis gubernamental tras el llamado del gobierno SaS y ZĽ a la renuncia del primer ministro Igor Matovič | Crisis gubernamental tras el llamado del gobierno SaS y ZĽ a la renuncia del primer ministro Igor Matovič | Crisis gubernamental tras el llamado del gobierno SaS y ZĽ a la renuncia del primer ministro Igor Matovič | Crisis gubernamental tras el llamado del gobierno SaS y ZĽ a la renuncia del primer ministro Igor Matovič | Crisis gubernamental tras el llamado del gobierno SaS y ZĽ a la renuncia del primer ministro Igor Matovič | Crisis gubernamental tras el llamado del gobierno SaS y ZĽ a la renuncia del primer ministro Igor Matovič | Crisis gubernamental tras el llamado del gobierno SaS y ZĽ a la renuncia del primer ministro Igor Matovič | Crisis gubernamental tras el llamado del gobierno SaS y ZĽ a la renuncia del primer ministro Igor Matovič | Crisis gubernamental tras el llamado del gobierno SaS y ZĽ a la renuncia del primer ministro Igor Matovič | Crisis gubernamental tras el llamado del gobierno SaS y ZĽ a la renuncia del primer ministro Igor Matovič |        |          |         |      |
| AKO                | 8–12 Mar 2021         | 1,000 | 13.1% | 8.7% | 5.9% | 4.3% | 8.0% | 0.3% | 14.3% | 4.3% | 5.2% | 0.2% | 1.1% | 0.2% | 0.8% | 3.0% | 2.8% | 24.9% | | |        |          |         |      |
| Focus              | 17–24 Feb 2021        | 1.018 | 10.4% | 9.2% | 5.2% | 6.6% | 6.7% | 0.6% | 12.9% | 5.2% | 4.9% | 0.4% | 3.5% | 1.3% | 2.1% | 2.8% | 1.9% | 23.0% | | |        |          |         |      |
| AKO                | 8–11 Feb 2021         | 1,000 | 13.8% | 8.5% | 5.1% | 3.8% | 7.2% | 0.7% | 15.1% | 5.4% | 4.9% | 0.7% | 2.0% | 0.8% | 0.8% | 2.3% | 1.6% | 25.0% | | |        |          |         |      |
| Focus              | 12–19 Jan 2021        | 1,005 | 10.1% | 9.1% | 5.1% | 9.7% | 5.2% | 1% | 13.3% | 4.2% | 4.4% | – | 3.3% | 0.6% | 2% | 2.8% | 2.1% | 24.3% | | |        |          |         |      |
| AKO                | 17–19 Dic 2020        | 1,000 | 14.2% | 9% | 5.7% | 5.7% | 6.5% | 0.5% | 16.2% | 4.7% | 4.7% | 0.5% | 1.3% | 1.3% | 0.9% | 1.6% | 1.4% | 22.8% | | |        |          |         |      |
| Focus              | 8–14 Dic 2020         | 1,000 | 11% | 9.8% | 5.4% | 8.2% | 6% | 0.4% | 15.8% | 4.4% | 4.9% | – | 3.3% | 0.8% | 2% | 2.7% | 2.1% | 20.1% | | |        |          |         |      |
| Focus              | 18–25 Nov 2020        | 1,004 | 14% | 9.5% | 6.1% | 9.6% | 5.9% | 1% | 12.1% | 4.1% | 5.1% | – | 3.3% | 0.5% | 2.1% | 2.2% | 2.8% | 19.1% | | |        |          |         |      |
| Focus              | 7–15 Oct 2020         | 1,014 | 15.1% | 10.5% | 7.3% | 9.8% | 5.4% | 0.3% | 10.7% | 4.8% | 5.2% | – | 3.2% | 0.4% | 2.4% | 2.1% | 2.1% | 18.7% | | |        |          |         |      |
| AKO                | 1–9 Oct 2020          | 1,000 | 15.3% | 8.3% | 8.8% | 8.5% | 6.2% | 1.8% | 13.4% | 4.2% | 3.0% | 0.3% | 2.4% | 0.2% | 1.9% | 2.4% | 2.8% | 18.8% | | |        |          |         |      |
| Focus              | 26 Ago–2 Sep 2020     | 1,022 | 18.4% 35                                                                                                  | 10.9% 21                                                                                                  | 9.1% 17                                                                                                   | 8.5% 16                                                                                                   | 5.9% 11                                                                                                   | 0.6% 0 | 9.9% 19                                                                                                   | 3.9% 0 | 4.5% 0 | – | 3.1% 0 | 0.7% 0 | 1.7% 0 | 3.0% 0 | 1.9% 0 | 16.2% 31                                                                                                  | | |        |          |         |      |
| AKO                | 7–17 Jul 2020         | 1,000 | 23.5% 44                                                                                                  | 10.7% 20                                                                                                  | 6.4% 12                                                                                                   | 7.9% 15                                                                                                   | 5.2% 10                                                                                                   | 2.2% 0 | 9.4% 18                                                                                                   | 4.0% 0 | 3.0% 0 | – | 2.5% 0 | – | 1.0% 0 | 1.4% 0 | 2.6% 0 | 16.7% 31                                                                                                  | | |        |          |         |      |
| Focus              | 17–24 Jun 2020        | 1,009 | 21.2% 41                                                                                                  | 19.0% 37                                                                                                  | 12.8% 25                                                                                                  | 9.6% 18                                                                                                   | 6.2% 12                                                                                                   | 0.8% 0 | 9.2% 17                                                                                                   | 3.6% 0 | 4.6% 0 | 0.3% 0 | 3.7% 0 | 0.5% 0 | 1.5% 0 | 2.1% 0 | 2.4% 0 | | | |        |          |         |      |
| Focus              | 14–21 de mayo de 2020 | 1,011 | 22.9% 43                                                                                                  | 21.6% 41                                                                                                  | 11.2% 21                                                                                                  | 9.7% 18                                                                                                   | 6.5% 12                                                                                                   | 0.2% 0 | 8.0% 15                                                                                                   | 4.3% 0 | 4.8% 0 | – | 4.2% 0 | – | 1.5% 0 | 1.4% 0 | 2.0% 0 | | | |        |          |         |      |
| Focus              | 15–19 Abr 2020        | 1,016 | 24.4% 45                                                                                                  | 21.8% 40                                                                                                  | 11.5% 21                                                                                                  | 9.2% 17                                                                                                   | 7.6% 14                                                                                                   | 7.6% 14                                                                                                   | 6.8% 13                                                                                                   | 3.2% 0 | 4.5% 0 | – | 2.8% 0 | – | 1.8% 0 | 1.6% 0 | 1.1% 0 | | | |        |          |         |      |
| AKO                | 14–17 Abr 2020        | 1,000 | 29.9% 56                                                                                                  | 18.3% 34                                                                                                  | 10.0% 18                                                                                                  | 6.4% 12                                                                                                   | 6.9% 12                                                                                                   | 0.9% 0 | 9.7% 18                                                                                                   | 3.0% 0 | 3.7% 0 | 4.4% 0 | 4.4% 0 | 4.4% 0 | 0.6% 0 | 2.2% 0 | 2.2% 0 | | | |        |          |         |      |
|                    | 21 Mar 2020           | Se nombra el gabinete de Matovič, tras un acuerdo entre OĽaNO, SR, SaS y ZĽ                               | Se nombra el gabinete de Matovič, tras un acuerdo entre OĽaNO, SR, SaS y ZĽ                               | Se nombra el gabinete de Matovič, tras un acuerdo entre OĽaNO, SR, SaS y ZĽ                               | Se nombra el gabinete de Matovič, tras un acuerdo entre OĽaNO, SR, SaS y ZĽ                               | Se nombra el gabinete de Matovič, tras un acuerdo entre OĽaNO, SR, SaS y ZĽ                               | Se nombra el gabinete de Matovič, tras un acuerdo entre OĽaNO, SR, SaS y ZĽ                               | Se nombra el gabinete de Matovič, tras un acuerdo entre OĽaNO, SR, SaS y ZĽ                               | Se nombra el gabinete de Matovič, tras un acuerdo entre OĽaNO, SR, SaS y ZĽ                               | Se nombra el gabinete de Matovič, tras un acuerdo entre OĽaNO, SR, SaS y ZĽ                               | Se nombra el gabinete de Matovič, tras un acuerdo entre OĽaNO, SR, SaS y ZĽ                               | Se nombra el gabinete de Matovič, tras un acuerdo entre OĽaNO, SR, SaS y ZĽ                               | Se nombra el gabinete de Matovič, tras un acuerdo entre OĽaNO, SR, SaS y ZĽ                               | Se nombra el gabinete de Matovič, tras un acuerdo entre OĽaNO, SR, SaS y ZĽ                               | Se nombra el gabinete de Matovič, tras un acuerdo entre OĽaNO, SR, SaS y ZĽ                               | Se nombra el gabinete de Matovič, tras un acuerdo entre OĽaNO, SR, SaS y ZĽ                               | Se nombra el gabinete de Matovič, tras un acuerdo entre OĽaNO, SR, SaS y ZĽ                               | Se nombra el gabinete de Matovič, tras un acuerdo entre OĽaNO, SR, SaS y ZĽ                               | Se nombra el gabinete de Matovič, tras un acuerdo entre OĽaNO, SR, SaS y ZĽ                               | Se nombra el gabinete de Matovič, tras un acuerdo entre OĽaNO, SR, SaS y ZĽ                               |        |          |         |      |
| Focus              | 18–21 Mar 2020        | 1,023 | 23.3% | 21.6% | 11.5% | 7.3% | 5.9% | 5.9% | 5.8% | 5.2% | 4.1% | 3.5% | 3.5% | 3.5% | 1.3% | 3.4% | 2.4% | | | |        |          |         |      |
| Elecciones de 2020 | 29 de febrero de 2020 | | 25.0% 53                                                                                                  | 18.3% 38                                                                                                  | 8.2% 17                                                                                                   | 8.0% 17                                                                                                   | 7.0% 0 | 7.0% 0 | 6.2% 13                                                                                                   | 5.8% 12                                                                                                   | 4.7% 0 | 3.9% 0 | 3.9% 0 | 3.9% 0 | 2.1% 0 | 3.2% 0 | 3.1% 0 | | | |        |          |         |      |
|                    |                       | | | | | | | | | | | | | | | | | | | Otros |        |          |         |      |
| OĽaNO              | SMER-SD               | SR | ĽSNS | PS | SPOLU | SaS | ZĽ | KDH | MF | SMK-MKP                                                                                                   | Ö-S | M-H | SNS | DV | HLAS-SD                                                                                                   | REP | | | | |        |          |         |      |
| OĽaNO              | SMER-SD               | SR | ĽSNS | PS | SPOLU | SaS | ZĽ | KDH | MKÖ-MKS                                                                                                   | | | M-H | SNS | DV | HLAS-SD                                                                                                   | REP | | | | |        |          |         |      |
| OĽaNO              | SMER-SD               | SR | ĽSNS | | | SaS | ZĽ | KDH | | | | | SNS | DV | HLAS-SD                                                                                                   | REP | | | | |        |          |         |      |
| PS-SPOLU           | PS-SPOLU              | | ALI | ALI | ALI | | | | | | | | | | | | | | | |        |          |         |      |

## Composición del Consejo Nacional
En la primera sesión parlamentaria del 20 de marzo de 2020, se establecieron 6 grupos parlamentarios: OĽaNO, SMER-SD, SR, ĽSNS, SaS y ZĽ.
| Grupo | Grupo                                                    | Partido                          | Partido                                             | Ideología              | Dirigente        | Diputados          | Diputados    |
| Grupo | Grupo                                                    | Partido                          | Partido                                             | Ideología              | Dirigente        | Elecciones en 2020 | Titular 2023 |
| ----- | -------------------------------------------------------- | -------------------------------- | --------------------------------------------------- | ---------------------- | ---------------- | ------------------ | ------------ |
|       | OĽaNO y Amigos                                           |                                  | Gente Común y Personalidades Independientes (OĽaNO) | Conservadurismo        | Igor Matovič     | 43/150             | 29/150       |
|       | OĽaNO y Amigos                                           | Unión Cristiana (KÚ)             | Derecha cristiana                                   | Anna Záborská          | 5/150            | 5/150              |              |
|       | OĽaNO y Amigos                                           | Nueva Mayoría (NOVA)             | Conservadurismo                                     | Gábor Grendel          | 2/150            | 2/150              |              |
|       | Smer                                                     |                                  | Dirección-Socialdemocracia (SMER-SD)                | Populismo de izquierda | Robert Fico      | 38/150             | 27/150       |
|       | Somos Familia                                            |                                  | Somos Familia (SR)                                  | Populismo de derecha   | Boris Kollár     | 17/150             | 16/150       |
|       | SAKSA                                                    |                                  | Libertad y Solidaridad (SAKSA)                      | Liberalismo            | Richard Sulík    | 11/150             | 19/150       |
|       | SAKSA                                                    | Partido Cívico Conservador (OKS) | Conservadurismo liberal                             | Ondrej Dostál          | 2/150            | 1/150              |              |
|       |                                                          |                                  | Voz-Socialdemocracia (HLAS-SD)                      | Socialdemocracia       | Peter Pellegrini |                    | 11/150       |
|       | Kotleba - Partido Popular Nuestra Eslovaquia (ĽSNS)      | Neonazismo                       | Marian Kotleba                                      | 14/150                 | 7/150            |                    |              |
|       | República                                                | Nacional Conservadurismo         | Milan Uhrík                                         |                        | 5/150            |                    |              |
|       | Para el Pueblo (ZĽ)                                      | Conservadurismo liberal          | Veronika Remišová                                   | 12/150                 | 1/150            |                    |              |
|       | Cambio desde Abajo, Unión Democrática de Eslovaquia (DÚ) | Conservadurismo liberal          | Ján Budaj                                           | 3/150                  | 0/150            |                    |              |
|       | Vida – Partido Nacional (ŽIVOT)                          | Derecha cristiana                | Tomáš Taraba                                        | 3/150                  | 3/150            |                    |              |
|       | Eslovaquia Progresista (PS)                              | Socioliberalismo                 | Michal Šimečka                                      |                        | 1/150            |                    |              |
|       | Demócratas (D)                                           | Conservadurismo liberal          | Eduard Heger                                        |                        | 16/150           |                    |              |

## Resultados
|  | 22,95 % |

|  | 17,96 % |

|  | 14,70 % |

|  | 8,90 % |

|  | 6,82 % |

|  | 6,32 % |

|  | 5,63 % |

|  | 4,75 % |

|  | 4,39 % |

|  | 2,93 % |

|  | 2,21 % |

|  | 0,84 % |

|  | 0,33 % |

|  | 0,32 % |

|  | 0,27 % |

|  | 0,12 % |

|  | 0,09 % |

|  | 0,08 % |

|  | 0,08 % |

|  | 0,08 % |

|  | 0,06 % |

|  | 0,04 % |

|  | 0,04 % |

|  | 0,04 % |

|  | 0,03 % |

|  | 98,83 % |

|  | 1,17 % |

|  | 100,00 % |

|  | 68,42 % |

## Formación de gobierno
El 2 de octubre de 2023, dos días después de las elecciones, la presidenta Zuzana Čaputová encargó a Robert Fico, como líder del partido parlamentario ahora más grande, la formación de un gobierno en un plazo de 14 días.
El 11 de octubre, Smer-SD, Hlas-SD y el SNS ratificaron su acuerdo de coalición, según el cual recibieron 6, 7 y 3 carteras ministeriales, respectivamente.
El 12 de octubre, el Partido de los Socialistas Europeos (PSE) suspendió a Smer-SD y Hlas-SD por sus planes de entrar en coalición con el SNS, que el PSE considera un "partido de derecha radical".
Čaputová juró el nuevo gobierno, con Fico al frente, el 25 de octubre.